# オセロ (ボードゲーム)
オセロ（Othello、Reversi）は、2人のプレイヤーが交互に盤面へ石を打ちながら、相手の石を自分の石で挟むことによって自分の石へと換えていき、最終的な盤上の石の個数を競うボードゲームである。イギリスで19世紀後半に考案されたリバーシ（Reversi）の一形態が1973年に日本でオセロとして発売され、爆発的な人気を呼んだ。オセロゲーム（Othello Game）とも呼ぶ。

## 概要

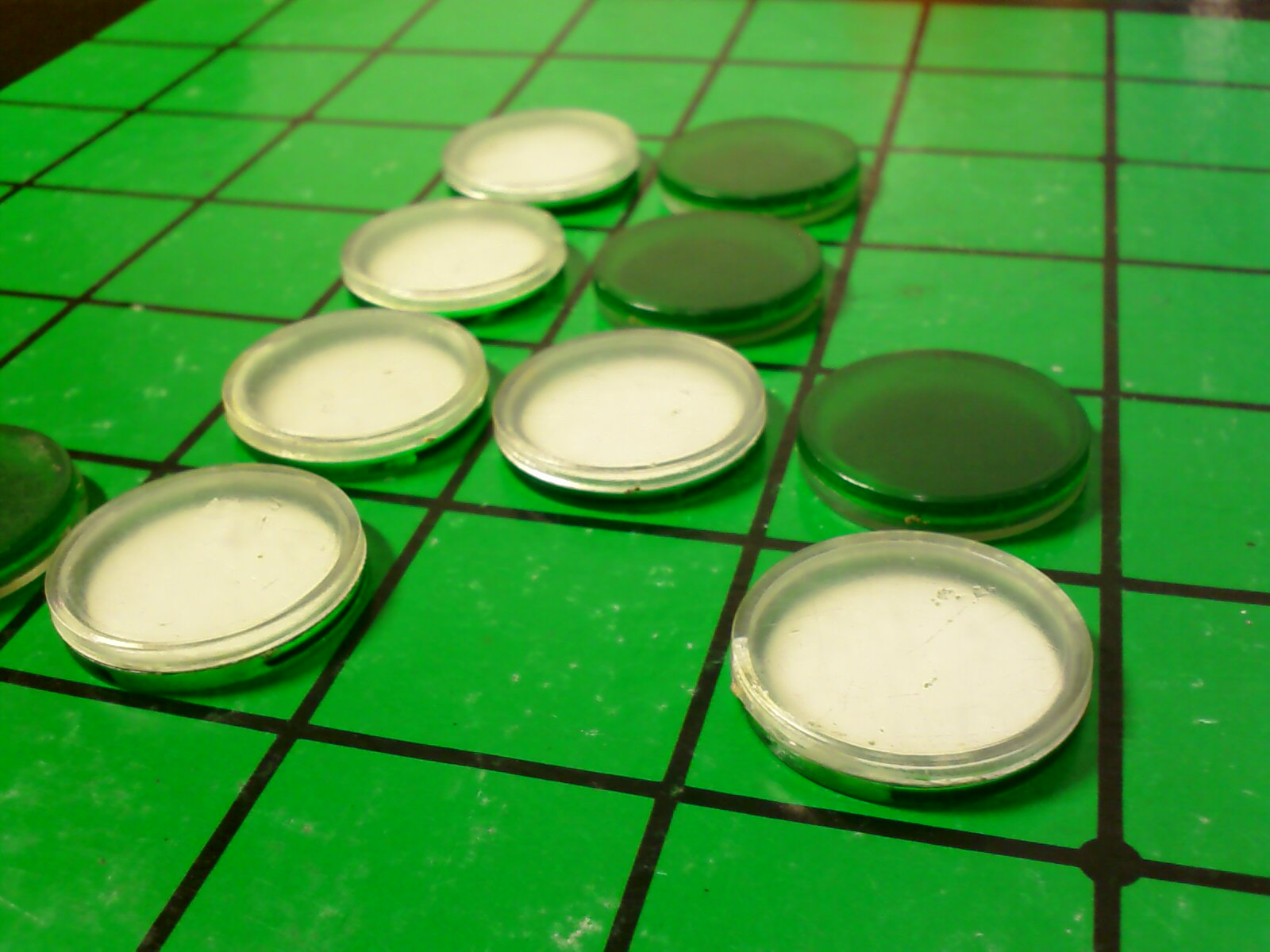
プレイ中のオセロの盤と石

オセロはボードゲームの1つである。8×8の正方形の盤と、表裏を黒と白に塗り分けた平たい円盤状の石を使用する。それぞれ黒と白を担当する2人のプレイヤーが交互に盤面へ石を置いていき、最終的に盤上の石が多かったほうが勝ちとなる。相手の石を自分の石で挟んだときは、相手の石を裏返すことで、自分の石にする。「挟んだら裏返す」という基本原理が解れば、初期配置やパスなどいくつかのルールを知るだけで、すぐにオセロをプレイできる。なお、公式戦では、さらに細かい競技規則も定められている。
オセロとほぼ同様のゲームは、もともとリバーシとして知られていた。リバーシは、ジョン・モレット (John Mollett) とルイス・ウォーターマン (Lewis Waterman) によって19世紀にイギリスのロンドンで考案された。その後、水戸市出身のボードゲーム研究家・長谷川五郎によって1970年頃に東京都で現在知られているパッケージが開発され、その父・四郎によって「オセロ」（ウィリアム・シェイクスピアの戯曲『オセロ』に由来）と命名された。完成したオセロは、1973年にツクダ（後のツクダオリジナル→パルボックス→メガハウス）から発売され、ヒット商品となった。「オセロ」「Othello」という名称は株式会社オセロの登録商標であり、メガハウスが専用使用権を有している。
オセロは、抽象戦略ゲーム（アブストラクトゲーム）の一つであり、運の要素がなく、2人のプレイヤーが互いに知恵を絞り実力だけを頼りに勝敗を決する。ゲームのルールは単純明快だが、多数の戦術が生み出され、日々戦略的な進歩を続けている。このことを端的に表した「覚えるのに一分、極めるのに一生 (A minute to learn, a lifetime to master)」という言葉がキャッチフレーズになっている。著名な戦術としては、定石や偶数理論などがある。
数学的には、オセロは囲碁・将棋・チェスなどと同様に二人零和有限確定完全情報ゲームに分類され、コンピュータによる研究も行われている。コンピュータオセロは、1997年に人間の世界チャンピオンに勝利しており、人間のトッププレイヤーを上回る実力を持つ。もっとも、コンピュータが発達した2022年現在もオセロの完全解析はなされておらず、なお未知なる奥深さを持つ。
世界各国で子供から老人まで様々な人によってプレイされており、世界のオセロ競技人口は約6億人と推計されている。特に、日本では遊びの文化として定着しており、競技人口が多いだけでなく、オセロを題材にした数々の文化的活動も行われている。
オセロは、遊びであると同時にマインドスポーツの一つとしても知られている。世界各国で多くの大会が開催されており、日本では囲碁や将棋などと同様に複数のタイトル戦が存在する。最も大きな大会は、1977年から毎年開催されている世界オセロ選手権である。
このほか、オセロ・リバーシには、ニップ、グランドオセロ、エイトスターズオセロ、ロリットなどの派生ゲームも存在し、様々な形で人々から親しまれている。

## ルール

### 使用用具
オセロをプレイするために必要な用具は、盤と石である。オセロの盤は、8×8の正方形のマス目が描かれた緑色のものを使用する。
オセロの石は、表裏を黒と白に塗り分けた平たい円盤状のものを使用する。
メガハウスによる公式のオセロ用具は、表のようにプレイヤーの便宜を図るために様々な工夫を凝らした製品が順次追加されている。
| 発売時期       | 製品名                     | 特徴 |
| -------------- | -------------------------- | --- |
| 1973年 -       | オフィシャルオセロ         | 最初に発売されたオリジナルの用具。公式大会では現在もこれが使用される。2019年にマイナーチェンジあり。                                         |
| 1975年頃 -     | マグネットオセロ           | 石がマグネット式で盤に張り付くので傾けてもずれにくい。盤は折り畳み可能。                                                                     |
| 1970年代後半 - | ベストオセロ               | 石を保管するためのケースが盤に内蔵されている。2000年代にもマイナーチェンジあり。かつては同様の商品の「ナイスオセロ」もあったが、現在は終売。 |
| 1980年代前半 - | ヴィクトリーオセロ（終売） | 入門用。盤のマス目に立体ガイドが付いており、簡単にマス目中央に石を置くことができる。                                                         |
| 2004年 -       | 一体オセロ                 | 盤に固定された回転式の石を使用。石をなくす心配がない。旧称「オセロ極」( - 2013)、「大回転オセロ」( - 2021)。                                 |
| 2005年 -       | 大回転オセロミニ           | 大回転オセロの小型版。持ち運びに適する。旧称「オセロ極Jr.」( - 2013)。                                                                       |
| 2022年 -       | カラーオセロ               | ビタミンオレンジ・インディゴブルー・パールブラックの3色展開。盤面の線が凸状で石がズレない。石収納用の引き出し付き。                          |

また、視覚障害者向けに触って石を識別できるもの（表の「一体オセロ」「カラーオセロ」も該当）など、ユニバーサルデザインを意識した用具も開発・発売されている。

### 基本ルール
オセロの基本ルールは以下の通りである。なお、以下では符号を用いて説明することがあるが、図の盤面外に記載されている列と行を表す。例えば、f5はf列5行目のことである。
事前準備として、以下の2つが必要である。
- じゃんけんなどで各プレイヤーがそれぞれ黒番（黒石を打つ）と白番（白石を打つ）のどちらを担当するかを決めておく[10]（公式戦での手番決定方法は後述）。
- 初期配置として、図1のように盤面中央の4マスに黒石と白石を2つずつ置く[11][6]。右上と左下が黒石、左上と右下が白石になるように互い違いに配置する[11]。

事前準備を終えたらゲームを開始する。
|   | a  | b  | c  | d   | e   | f  | g  | h  |   |
| 1 | a1 | b1 | c1 | d1  | e1  | f1 | g1 | h1 | 1 |
| 2 | a2 | b2 | c2 | d2  | e2  | f2 | g2 | h2 | 2 |
| 3 | a3 | b3 | c3 | d3  | e3  | f3 | g3 | h3 | 3 |
| 4 | a4 | b4 | c4 | d4O | e4X | f4 | g4 | h4 | 4 |
| 5 | a5 | b5 | c5 | d5X | e5O | f5 | g5 | h5 | 5 |
| 6 | a6 | b6 | c6 | d6  | e6  | f6 | g6 | h6 | 6 |
| 7 | a7 | b7 | c7 | d7  | e7  | f7 | g7 | h7 | 7 |
| 8 | a8 | b8 | c8 | d8  | e8  | f8 | g8 | h8 | 8 |
|   | a  | b  | c  | d   | e   | f  | g  | h  |   |

初手は黒番が打つ。この際、今打った石と他の自分の色の石とで縦・横・斜めのいずれかの方向で挟んだ相手の色の石は、裏返して自分の色に変える。例えば、図1の局面で、黒番がf5に打てば、今打った黒石とd5の黒石によってe5の白石を横に挟んでいるので、これを裏返して黒石に変える（図2）。
|   | a  | b  | c  | d   | e   | f   | g  | h  |   |
| 1 | a1 | b1 | c1 | d1  | e1  | f1  | g1 | h1 | 1 |
| 2 | a2 | b2 | c2 | d2  | e2  | f2  | g2 | h2 | 2 |
| 3 | a3 | b3 | c3 | d3  | e3  | f3  | g3 | h3 | 3 |
| 4 | a4 | b4 | c4 | d4O | e4X | f4  | g4 | h4 | 4 |
| 5 | a5 | b5 | c5 | d5X | e5X | f5X | g5 | h5 | 5 |
| 6 | a6 | b6 | c6 | d6  | e6  | f6  | g6 | h6 | 6 |
| 7 | a7 | b7 | c7 | d7  | e7  | f7  | g7 | h7 | 7 |
| 8 | a8 | b8 | c8 | d8  | e8  | f8  | g8 | h8 | 8 |
|   | a  | b  | c  | d   | e   | f   | g  | h  |   |

2手目は白番が打つ。さきほどと同じように、挟んだ相手の色の石を裏返して自分の色に変える。例えば、図2から白番がd6に打てば、今打った白石とd4の白石によってd5の黒石を縦に挟んでいるので、これを裏返して白石に変える（図3）。
|   | a  | b  | c  | d   | e   | f   | g  | h  |   |
| 1 | a1 | b1 | c1 | d1  | e1  | f1  | g1 | h1 | 1 |
| 2 | a2 | b2 | c2 | d2  | e2  | f2  | g2 | h2 | 2 |
| 3 | a3 | b3 | c3 | d3  | e3  | f3  | g3 | h3 | 3 |
| 4 | a4 | b4 | c4 | d4O | e4X | f4  | g4 | h4 | 4 |
| 5 | a5 | b5 | c5 | d5O | e5X | f5X | g5 | h5 | 5 |
| 6 | a6 | b6 | c6 | d6O | e6  | f6  | g6 | h6 | 6 |
| 7 | a7 | b7 | c7 | d7  | e7  | f7  | g7 | h7 | 7 |
| 8 | a8 | b8 | c8 | d8  | e8  | f8  | g8 | h8 | 8 |
|   | a  | b  | c  | d   | e   | f   | g  | h  |   |

後は同様に、相手の石を挟みながら、黒番と白番が交互に空きマスに自分の色の石を打っていく。例えば、図3から黒番がc3に打てば、d4の白石を斜めに挟んでいるので、これを裏返して黒石に変える。
|   | a  | b  | c  | d   | e   | f   | g  | h  |   |
| 1 | a1 | b1 | c1 | d1  | e1  | f1  | g1 | h1 | 1 |
| 2 | a2 | b2 | c2 | d2  | e2  | f2  | g2 | h2 | 2 |
| 3 | a3 | b3 | c3 | d3  | e3X | f3  | g3 | h3 | 3 |
| 4 | a4 | b4 | c4 | d4O | e4X | f4O | g4 | h4 | 4 |
| 5 | a5 | b5 | c5 | d5X | e5O | f5O | g5 | h5 | 5 |
| 6 | a6 | b6 | c6 | d6  | e6  | f6O | g6 | h6 | 6 |
| 7 | a7 | b7 | c7 | d7  | e7  | f7  | g7 | h7 | 7 |
| 8 | a8 | b8 | c8 | d8  | e8  | f8  | g8 | h8 | 8 |
|   | a  | b  | c  | d   | e   | f   | g  | h  |   |

複数の石を一度に挟むことも可能である。この場合、挟んだ石はすべて自分の色に変えなければならない。例えば、図4の局面で黒番がg5に打つと、f5とe5の白石を横に挟み、f4の白石を斜めに挟んでいるので、これら3つの石をすべて黒石に変える（図5）。
|   | a  | b  | c  | d   | e   | f   | g   | h  |   |
| 1 | a1 | b1 | c1 | d1  | e1  | f1  | g1  | h1 | 1 |
| 2 | a2 | b2 | c2 | d2  | e2  | f2  | g2  | h2 | 2 |
| 3 | a3 | b3 | c3 | d3  | e3X | f3  | g3  | h3 | 3 |
| 4 | a4 | b4 | c4 | d4O | e4X | f4X | g4  | h4 | 4 |
| 5 | a5 | b5 | c5 | d5X | e5X | f5X | g5X | h5 | 5 |
| 6 | a6 | b6 | c6 | d6  | e6  | f6O | g6  | h6 | 6 |
| 7 | a7 | b7 | c7 | d7  | e7  | f7  | g7  | h7 | 7 |
| 8 | a8 | b8 | c8 | d8  | e8  | f8  | g8  | h8 | 8 |
|   | a  | b  | c  | d   | e   | f   | g   | h  |   |

石を打つときは、必ず相手の色の石を1つ以上挟むように打たなければならない。例えば、図5で仮に白番がh5に打ったとしても黒石を1つも挟めないから、白番がh5に打つことはできない。
|   | a  | b  | c   | d   | e   | f   | g   | h   |   |
| 1 | a1 | b1 | c1  | d1  | e1  | f1  | g1  | h1  | 1 |
| 2 | a2 | b2 | c2  | d2  | e2  | f2  | g2  | h2  | 2 |
| 3 | a3 | b3 | c3  | d3  | e3  | f3  | g3  | h3  | 3 |
| 4 | a4 | b4 | c4X | d4X | e4X | f4  | g4  | h4O | 4 |
| 5 | a5 | b5 | c5  | d5X | e5X | f5X | g5O | h5O | 5 |
| 6 | a6 | b6 | c6  | d6  | e6  | f6X | g6  | h6O | 6 |
| 7 | a7 | b7 | c7  | d7  | e7  | f7X | g7  | h7  | 7 |
| 8 | a8 | b8 | c8  | d8  | e8  | f8  | g8  | h8  | 8 |
|   | a  | b  | c   | d   | e   | f   | g   | h   |   |

挟める石がなければパスとなり、相手の手番になる。例えば、図6の局面で、黒番は挟める白石がないのでパスとなる。パスに回数制限はないが、挟める石があるときはパスできない。なお、相手のパスによって自分の着手が続くと手元の石が足りなくなることがあるが、相手の手元の石を使ってもよい。
|   | a   | b   | c   | d   | e   | f   | g   | h   |   |
| 1 | a1O | b1O | c1O | d1O | e1O | f1O | g1O | h1O | 1 |
| 2 | a2O | b2X | c2X | d2O | e2O | f2X | g2O | h2X | 2 |
| 3 | a3O | b3X | c3X | d3X | e3X | f3O | g3X | h3X | 3 |
| 4 | a4O | b4X | c4O | d4X | e4X | f4X | g4X | h4X | 4 |
| 5 | a5O | b5X | c5O | d5O | e5X | f5X | g5X | h5X | 5 |
| 6 | a6O | b6X | c6O | d6O | e6O | f6X | g6X | h6X | 6 |
| 7 | a7O | b7O | c7O | d7O | e7O | f7O | g7X | h7X | 7 |
| 8 | a8O | b8X | c8X | d8X | e8X | f8X | g8X | h8X | 8 |
|   | a   | b   | c   | d   | e   | f   | g   | h   |   |

このようにしてプレイを続けていき、盤上のすべてのマスが石で埋まって空きマスがなくなれば、ゲーム終了（終局）となる。例えば、図7では、すべてのマスが石で埋まっているため、終局である。
|   | a  | b  | c   | d   | e   | f   | g   | h   |   |
| 1 | a1 | b1 | c1  | d1  | e1  | f1  | g1  | h1  | 1 |
| 2 | a2 | b2 | c2  | d2  | e2  | f2  | g2  | h2  | 2 |
| 3 | a3 | b3 | c3X | d3  | e3  | f3  | g3  | h3  | 3 |
| 4 | a4 | b4 | c4  | d4X | e4X | f4X | g4X | h4  | 4 |
| 5 | a5 | b5 | c5  | d5X | e5X | f5X | g5X | h5X | 5 |
| 6 | a6 | b6 | c6  | d6  | e6X | f6  | g6X | h6  | 6 |
| 7 | a7 | b7 | c7  | d7  | e7  | f7X | g7  | h7  | 7 |
| 8 | a8 | b8 | c8  | d8  | e8O | f8  | g8X | h8  | 8 |
|   | a  | b  | c   | d   | e   | f   | g   | h   |   |

空きマスがあっても、両者ともに挟める石がないときは終局となる。例えば、図8では、まだ空きマスがあるが、黒番も白番も相手の色の石を挟む方法がないから、終局である。なお、一方の石が全滅してしまった場合も、両者ともに挟める石がないときに該当するから終局である。
ゲームが終了したら黒石・白石の数を数え、多いほうが勝ちとなる。同数の場合は、通常の対局では引き分け、引き分けでは不都合のある対局（勝ち上がり式トーナメントの大会等）では黒番・白番の決定時に「終局時に石の数が同数だった場合に勝者となる権利」（後述）を得ていた側の勝ちとなる。
成績は、石数もしくは石差で記録される。例えば、図7ならば34対30（4石差）で黒番の勝ちである。空きマスがある場合には、その数が勝者の石数に加算される。例えば、図8ならば63対1（62石差）で黒番の勝ちである。

### ハンデキャップ
|   | a   | b  | c  | d   | e   | f  | g  | h  |   |
| 1 | a1X | b1 | c1 | d1  | e1  | f1 | g1 | h1 | 1 |
| 2 | a2  | b2 | c2 | d2  | e2  | f2 | g2 | h2 | 2 |
| 3 | a3  | b3 | c3 | d3  | e3  | f3 | g3 | h3 | 3 |
| 4 | a4  | b4 | c4 | d4O | e4X | f4 | g4 | h4 | 4 |
| 5 | a5  | b5 | c5 | d5X | e5O | f5 | g5 | h5 | 5 |
| 6 | a6  | b6 | c6 | d6  | e6  | f6 | g6 | h6 | 6 |
| 7 | a7  | b7 | c7 | d7  | e7  | f7 | g7 | h7 | 7 |
| 8 | a8  | b8 | c8 | d8  | e8  | f8 | g8 | h8 | 8 |
|   | a   | b  | c  | d   | e   | f  | g  | h  |   |

|   | a   | b  | c  | d   | e   | f  | g  | h   |   |
| 1 | a1X | b1 | c1 | d1  | e1  | f1 | g1 | h1  | 1 |
| 2 | a2  | b2 | c2 | d2  | e2  | f2 | g2 | h2  | 2 |
| 3 | a3  | b3 | c3 | d3  | e3  | f3 | g3 | h3  | 3 |
| 4 | a4  | b4 | c4 | d4O | e4X | f4 | g4 | h4  | 4 |
| 5 | a5  | b5 | c5 | d5X | e5O | f5 | g5 | h5  | 5 |
| 6 | a6  | b6 | c6 | d6  | e6  | f6 | g6 | h6  | 6 |
| 7 | a7  | b7 | c7 | d7  | e7  | f7 | g7 | h7  | 7 |
| 8 | a8  | b8 | c8 | d8  | e8  | f8 | g8 | h8X | 8 |
|   | a   | b  | c  | d   | e   | f  | g  | h   |   |

|   | a   | b  | c  | d   | e   | f  | g  | h   |   |
| 1 | a1X | b1 | c1 | d1  | e1  | f1 | g1 | h1X | 1 |
| 2 | a2  | b2 | c2 | d2  | e2  | f2 | g2 | h2  | 2 |
| 3 | a3  | b3 | c3 | d3  | e3  | f3 | g3 | h3  | 3 |
| 4 | a4  | b4 | c4 | d4O | e4X | f4 | g4 | h4  | 4 |
| 5 | a5  | b5 | c5 | d5X | e5O | f5 | g5 | h5  | 5 |
| 6 | a6  | b6 | c6 | d6  | e6  | f6 | g6 | h6  | 6 |
| 7 | a7  | b7 | c7 | d7  | e7  | f7 | g7 | h7  | 7 |
| 8 | a8  | b8 | c8 | d8  | e8  | f8 | g8 | h8X | 8 |
|   | a   | b  | c  | d   | e   | f  | g  | h   |   |

|   | a   | b  | c  | d   | e   | f  | g  | h   |   |
| 1 | a1X | b1 | c1 | d1  | e1  | f1 | g1 | h1X | 1 |
| 2 | a2  | b2 | c2 | d2  | e2  | f2 | g2 | h2  | 2 |
| 3 | a3  | b3 | c3 | d3  | e3  | f3 | g3 | h3  | 3 |
| 4 | a4  | b4 | c4 | d4O | e4X | f4 | g4 | h4  | 4 |
| 5 | a5  | b5 | c5 | d5X | e5O | f5 | g5 | h5  | 5 |
| 6 | a6  | b6 | c6 | d6  | e6  | f6 | g6 | h6  | 6 |
| 7 | a7  | b7 | c7 | d7  | e7  | f7 | g7 | h7  | 7 |
| 8 | a8X | b8 | c8 | d8  | e8  | f8 | g8 | h8X | 8 |
|   | a   | b  | c  | d   | e   | f  | g  | h   |   |

実力差がある場合にはハンデキャップ（ハンデ）をつけて対局することもできる。ハンデキャップ戦では、実力差に応じて図のように盤面の隅に黒石を置いた状態からゲームを開始する。
ハンデキャップ戦の場合は、下手が黒番、上手が白番を持つが、通常の対局とは異なり、白番（上手）の先手で対局を開始する。

### 伏せ石
オセロは黒と白の石を用いるが、基本ルールで説明したように黒を担当するプレイヤーが先手、白を担当するプレイヤーが後手として、プレイヤーの手番が色と合わせて定められている。手番を含めた両プレイヤーの地位をそれぞれ黒番・白番と呼ぶ。
大会などの公式戦では、「伏せ石」と呼ばれる囲碁のニギリに近い方法で黒番・白番を決定する。伏せ石のやり方は、引き分けありの対局と引き分けなしの対局でそれぞれ異なっており、以下のように決まっている。
1. まず、上位者が石一つを手で隠して盤上に置く。
2. 次に下位者が引き分けの有無によって以下の方式で宣言を行う。
  - 引き分けありの場合は、下位者は「上」もしくは「下」と宣言する。
  - 引き分けなしの場合は、下位者は「黒」もしくは「白」と宣言する。
3. 下位者の宣言が終わったら上位者は石を隠していた手をどけて石を開示する。
4. 石の上面が黒白どちらであるかを確認し、引き分けの有無に応じて以下の通り黒番・白番を決定する。
  - 引き分けありの場合は、開示された石の上面・下面の色のうち、下位者は宣言した側の色を担当する。すなわち、下位者が「上」と宣言したときは開示された石の上面の色、「下」と宣言したときは開示された石の下面の色を下位者が担当する。
  - 引き分けなしの場合は、一方のプレイヤーには「黒番・白番を選ぶ権利」、他方のプレイヤーには「終局時に石の数が同数だった場合に勝者となる権利」が与えられる。下位者が宣言した色と開示された石の上面の色とを照らし合わせ、的中している場合は下位者、的中していない場合は上位者が、どちらの権利が欲しいかを選択する。最後に黒番・白番を選ぶ権利を得た側のプレイヤーが黒番と白番のどちらにするかを選ぶ。

### 不正着手
オセロでは、挟んだ石を裏返すのを忘れるといった不正な着手が起きることがあり、公式戦で不正着手がなされた場合のルールが定められている。相手が不正着手をした場合、対局時計のボタンを押して相手に手番を戻したうえで、不正の内容を告げて相手に訂正を求めることができる。なお、日本オセロ連盟は不正着手を「自分の打つ石色の間違い、手番の間違い、打てない箇所への着手、返し忘れ、返しすぎ、打てる箇所がある局面でのパス」と定義している。

### ブライトウェル・ポイント
主要な国際大会等では、リーグ戦で勝ち星の数が並んだ際、イギリス代表選手で数学者のグラハム・ブライトウェルが考案したブライトウェル・ポイントと呼ばれる点数を計算して順位を決定する
。ブライトウェル・ポイントは、以下の数式で計算される。
ブライトウェル・ポイント = 石数合計 + 対戦相手の勝数合計 × C
定数Cは、オセロ盤のマス目の数 (64) を1人のプレイヤーの試合数で割った値に最も近い整数である。例えば、各プレイヤーが10試合を行うリーグ戦ならば、Cは「64 / 10 = 6.4」に最も近い整数の6である。

## 歴史

### オセロの起源
現在普及しているオセロのパッケージは、日本オセロ連盟元会長の長谷川五郎が1970年頃に東京都で完成させてゲーム会社のツクダに持ち込み、1973年に発売されたものである。
19世紀、イギリスのロンドンにおいて「挟んだら裏返す」ゲームとしてアネクセイションとリバーシ（源平碁）が考案された。オセロ発売当初、長谷川はリバーシ（源平碁）がオセロの原型であるとしていたが、2000年頃から、自身が考案した挟み碁がオセロの原型であると主張するようになった。
なお、長谷川はオセロ発売前の1971年にオセロの実用新案を出願しており、名称を「源平碁」としている（のちに拒絶査定が確定）。日本では半世紀にわたって源平碁が行われており、自身の新案を源平碁に用いる碁石、盤、計算表を改良したものであるとした。
アネクセイション、リバーシ、挟み碁、オセロは、いずれも「挟んだら裏返す」という基本原理を持つが、細かい部分では表のような違いがある。
| ゲーム名           | 最初期の文献（出典）           | 開発年・開発者・発売元                                           | 石の色               | 盤面の形状  | 初期配置                         | 複数石挟み | 着手不能時 | 着手回数制限 |
| ------------------ | ------------------------------ | ---------------------------------------------------------------- | -------------------- | ----------- | -------------------------------- | ---------- | ---------- | ------------ |
| アネクセイション   | Waterman v. Ayres （1888年）   | 1870年（ロンドン） ジョン・モレット F・H・エアーズ               | 不明                 | 十字形      | 不明                             | 不明       | 不明       | 不明         |
| リバーシ（19世紀） | Reversi and Go Bang （1890年） | 1883年（ロンドン） ルイス・ウォーターマン ジャック・アンド・サン | - 黒白 - 黒赤 - 赤白 | 8×8の正方形 | オリジナル                       | 全部裏返す | パス       | 32手         |
| リバーシ（20世紀） | 世界遊戯法大全 （1907年）      | 1900年頃 不明 多数                                               | - 黒白 - 黒赤 - 赤白 | 8×8の正方形 | - クロス - パラレル - オリジナル | 全部裏返す | パス       | 無制限       |
| 挟み碁             | オセロ百人物語 （2005年）      | 1945年（水戸） 長谷川五郎 未発売                                 | 黒白                 | 多様        | 不明                             | 多様       | 不明       | 不明         |
| オセロ             | オセロの打ち方 （1974年）      | 1970年頃（東京） 長谷川五郎 ツクダ                               | 黒白                 | 8×8の正方形 | クロス                           | 全部裏返す | パス       | 無制限       |

### 19世紀のリバーシ
オセロに似たゲームとして記録に残る最古のものは、1870年にイギリスのロンドンでジョン・モレット (John Mollett) が開発したアネクセイション (Annexation) というボードゲームである。アネクセイションは、十字形の盤面を用いていたが、現在のオセロと同様に「挟んだら裏返す」という基本原理に基づくゲームだった。開発から6年後の1876年にF・H・エアーズがこれを発売した。
1883年、同じくロンドンのルイス・ウォーターマン (Lewis Waterman) がアネクセイションの盤面をチェッカー盤（チェスボードと同じ8×8の正方形）に改良してリバーシ (Reversi) を開発した。リバーシは、1886年にロンドンのサタデー・レビュー紙に掲載され、世に知られることになった。ウォーターマンは、1888年にリバーシを商品化し、ジャック・アンド・サン（現・ジャック・オブ・ロンドン）から発売した。なお、リバーシ発売後にF・H・エアーズがアネクセイションの改良版として「Annex a Game of Reverses」という名前でリバーシとほぼ同一のゲームを販売したため、商標をめぐって訴訟となったが、「リバーシ」は「裏返す」という意味の単語「Reverse」に由来し、16世紀からフランスでプレイされていた伝統的トランプゲームのリバーシス（ハーツの原型）の別名でもあることから商標権は認められず、両者はともにこのゲームを販売できることになった。
商品化から2年後の1890年にウォーターマンが承認したリバーシの解説書によると、当時のリバーシと現在のオセロとのルール上の違いは、以下の2点のみである。
初期配置オリジナル・ルール
初期のリバーシでは、盤面に石を置かずにゲームを開始していた。初手から4手目まで交互に中央4マスのうち好きな位置に石を打ち込むことで、初期配置を決めた（なお、初期配置を決めるための4手は相手の石を挟まなくて良かった）。
着手回数32手制限ルール
初期のリバーシでは、両対局者はそれぞれ最大32回しか石を打つことができなかった。つまり、ゲーム開始時に各々の手元に32個の石が配布され、相手のパスによって自分が連続して着手した結果手元の32個の石を使い果たしてしまった場合は、それ以降の自分の手番がすべてパスになった。
同書によると当時のリバーシの石の色は黒と白 (black and white) であり、現在のオセロと同様である。もっとも、ジャック・アンド・サンから発売されたオリジナルのリバーシは、チェッカーと同様に黒白、黒赤、赤白という少なくとも3通りのバージョンが存在していたことがボードゲーム収集家のリチャード・バラムのコレクションで確認できる。

### 20世紀のリバーシ
リバーシが考案されてから20年ほどの間にルールの変遷があった。まず、着手回数32手制限ルールはすぐに廃止され、相手がパスした場合には相手の手元の石を使ってもよいことになった。1900年頃のF・H・エアーズのリバーシに添付されたルール説明書には、「彼が打つことができないでいる限り、対戦相手は彼の石を使用して打つ」と明記されている。また、初期配置に関しては、簡便のために最初から中央4マスに石を置いてからゲームを開始するのが主流となった。この結果、20世紀初頭には、現在のオセロとのルール上の違いはほぼなくなっており、1907年に編纂された『世界遊戯法大全』では現在のオセロと完全に同一のルールが定められている。
|   | a  | b  | c  | d   | e   | f  | g  | h  |   |
| 1 | a1 | b1 | c1 | d1  | e1  | f1 | g1 | h1 | 1 |
| 2 | a2 | b2 | c2 | d2  | e2  | f2 | g2 | h2 | 2 |
| 3 | a3 | b3 | c3 | d3  | e3  | f3 | g3 | h3 | 3 |
| 4 | a4 | b4 | c4 | d4O | e4X | f4 | g4 | h4 | 4 |
| 5 | a5 | b5 | c5 | d5X | e5O | f5 | g5 | h5 | 5 |
| 6 | a6 | b6 | c6 | d6  | e6  | f6 | g6 | h6 | 6 |
| 7 | a7 | b7 | c7 | d7  | e7  | f7 | g7 | h7 | 7 |
| 8 | a8 | b8 | c8 | d8  | e8  | f8 | g8 | h8 | 8 |
|   | a  | b  | c  | d   | e   | f  | g  | h  |   |

|   | a  | b  | c  | d   | e   | f  | g  | h  |   |
| 1 | a1 | b1 | c1 | d1  | e1  | f1 | g1 | h1 | 1 |
| 2 | a2 | b2 | c2 | d2  | e2  | f2 | g2 | h2 | 2 |
| 3 | a3 | b3 | c3 | d3  | e3  | f3 | g3 | h3 | 3 |
| 4 | a4 | b4 | c4 | d4O | e4O | f4 | g4 | h4 | 4 |
| 5 | a5 | b5 | c5 | d5X | e5X | f5 | g5 | h5 | 5 |
| 6 | a6 | b6 | c6 | d6  | e6  | f6 | g6 | h6 | 6 |
| 7 | a7 | b7 | c7 | d7  | e7  | f7 | g7 | h7 | 7 |
| 8 | a8 | b8 | c8 | d8  | e8  | f8 | g8 | h8 | 8 |
|   | a  | b  | c  | d   | e   | f  | g  | h  |   |

|   | a  | b  | c  | d  | e  | f  | g  | h  |   |
| 1 | a1 | b1 | c1 | d1 | e1 | f1 | g1 | h1 | 1 |
| 2 | a2 | b2 | c2 | d2 | e2 | f2 | g2 | h2 | 2 |
| 3 | a3 | b3 | c3 | d3 | e3 | f3 | g3 | h3 | 3 |
| 4 | a4 | b4 | c4 | d4 | e4 | f4 | g4 | h4 | 4 |
| 5 | a5 | b5 | c5 | d5 | e5 | f5 | g5 | h5 | 5 |
| 6 | a6 | b6 | c6 | d6 | e6 | f6 | g6 | h6 | 6 |
| 7 | a7 | b7 | c7 | d7 | e7 | f7 | g7 | h7 | 7 |
| 8 | a8 | b8 | c8 | d8 | e8 | f8 | g8 | h8 | 8 |
|   | a  | b  | c  | d  | e  | f  | g  | h  |   |

もっとも、初期配置に関しては、図の3つのルールがローカルルールとして併存しており、どのルールを採用するかは競技団体・競技者や開発メーカーによって違いがあった。なお、クロス・ルールを採用した場合（『世界遊戯法大全』など）には現在のオセロと完全に同一のルールとなる。
石の色については、黒白のものもあったが、世界的には黒赤が主流となり、日本では源平になぞらえて主に紅白（赤白）の石を使った。
リバーシは、早くから日本にも輸入され、「源平碁」という名前で発売された。なお、名称は「源平碁」であるが、碁石ではなく表裏が別の色に塗り分けられた通常通りのリバーシの石でプレイされた。
リバーシ（源平碁）は現在のオセロとよく似たゲームである。しかし、現在のオセロほどの支持を得ることはできなかった。オセロ発売当初の説明によれば、長谷川は幼少期に兄がプレイしているのを見てリバーシのことを知った。その道具を1970年頃に東京で改良して復活させたものがオセロである。

### 挟み碁

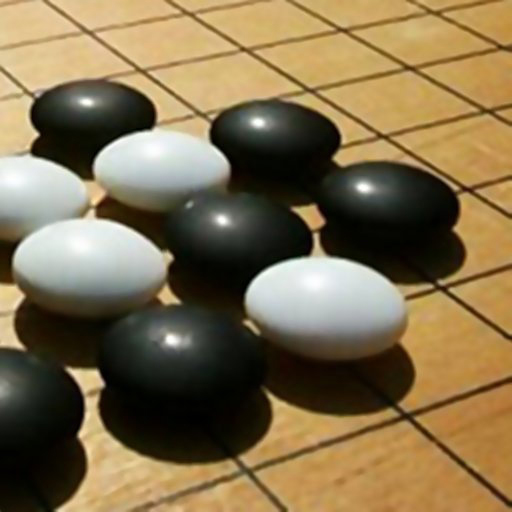
囲碁の盤と石

近年の長谷川の主張によれば、オセロのルーツは、第二次世界大戦が終わって間もない1945年の夏に茨城県水戸市で長谷川が考案した簡易囲碁ゲーム挟み碁である。
長谷川によれば、当時の長谷川と同級生たちは相手の石を囲んだら取れるという囲碁のルールがよく分からなかった。そこで、長谷川の発案により、相手の石を挟んだら取れるという簡易ルールで遊んでいた。その後、石を取るのではなく、相手の石を挟んだら自分の石と置き換えるというルールに改良し、現在のオセロに近いものとなった。さらに、自分の石と置き換える作業を簡単にするため、碁石ではなく表裏を黒白に塗り分けた紙の石を裏返すというアイデアに至った。挟み碁には「挟んだら裏返す」という基本原理以外に定まったルールはなかった。盤面は長谷川が自作した8×8、8×9、9×10、八角形など多様な形状のものを使用し、「複数の石を挟んだときも裏返せる石は1個のみ」あるいは「挟んだ石のうち裏返したくない石は裏返さなくていい」など、そのときどきで様々なルールを採用してプレイしていた。長谷川は、中学・高校・大学で級友とこのゲームを楽しんでいたが、大学卒業によって遊ぶ機会がなくなり、挟み碁は一旦姿を消すことになった。
これが2000年頃から長谷川が主張するようになったオセロの起源である。

### オセロの成立
長谷川の発言には時代によって変化がみられる。

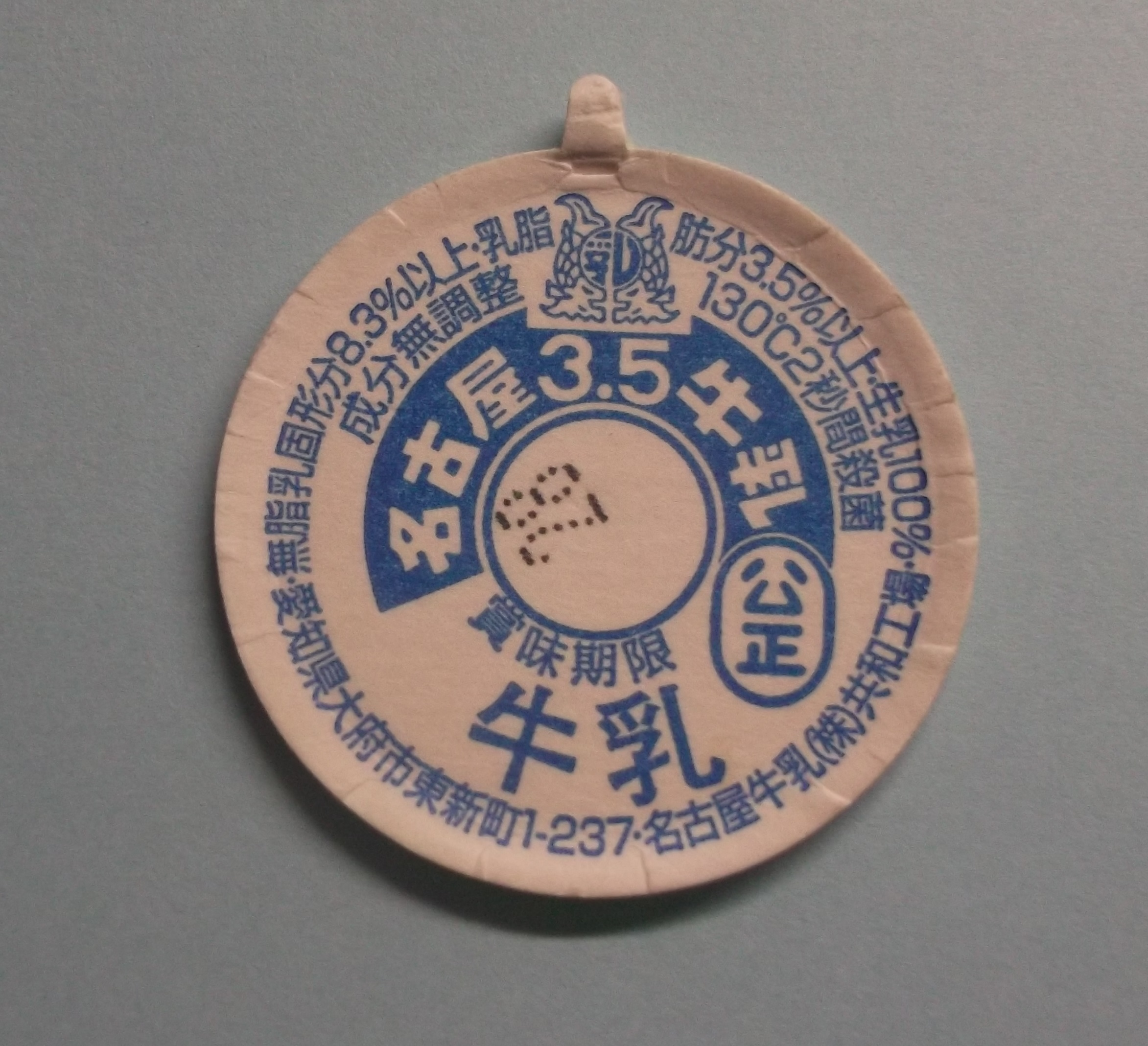
牛乳瓶の紙蓋

1964年当時、東京都で中外製薬の営業担当として仕事をしていた長谷川は、同僚の女子社員たちから何かゲームを教えて欲しいと頼まれた。長谷川は囲碁・将棋ともに五段の腕前を誇り、最初はこれらのゲームを教えたが、難しすぎるとのことで上手く行かなかった。また、妻にも囲碁を教えたが、これも上手く行かなかった。そんな折に少年時代の記憶にあったリバーシもしくは挟み碁のことを思い出した。そこで、自宅で妻と家庭の牛乳瓶の紙蓋を集めて石を自作し、女子社員たちにルールを教えたところ、彼女らが昼休みにこのゲームを楽しむようになった。
さらに、営業先の病院でもこのゲームを紹介したところ、入院中の患者の時間潰しやリハビリテーションに使えるとのことで好評を博した。長谷川が担当していたある病院の医局長からは「このゲームは社会復帰を目指す患者のリハビリに適し華がある」と太鼓判を押されたという。
手応えを覚えた長谷川は、仲間たちとともに実験・研究を繰り返し、このゲームをさらに改良することにした。当初長谷川は自作の8×9の盤を使っていたが、1970年10月にメルク（西ドイツの製薬会社）からチェスセットが日本の薬品関係者に贈られると、8×8のチェスボードを採用して、チェスボードに合った牛乳瓶の紙蓋を使用するようになった。さらに、当初長谷川は間接挟みでも石を返すという現在よりもやや複雑なルールを採用していたが、直接挟みのみに限定した簡明なルールに変更した。これにより、1970年頃、東京で現在のオセロと同様のゲームが完成したとする。
完成したゲームには、当初黒と白の石をジャイアントパンダに見立てて「ランラン・カンカン」という名前（上野動物園のカンカンとランランに由来）が検討されていたが、長谷川の父親で旧制水戸高等学校（水高）の英国文学教授であった長谷川四郎の発案で「オセロ」に変更された。これは、英国文学の代表作であるウィリアム・シェイクスピアの戯曲『オセロ』に由来する。緑の平原が広がるイギリスを舞台にして、黒人の将軍・オセロと白人の妻・デズデモーナを中心に敵味方がめまぐるしく寝返るという戯曲のストーリーに、緑の盤面上で黒白の石が裏返って形勢が変わっていくゲーム性をなぞらえたものである。

### 商品化とオセロブーム
1972年10月、長谷川が玩具メーカーのツクダにオセロを持ち込んだところ、これが認められ、商品化が決まった。
商品化に先立ち、1973年1月には日本オセロ連盟が設立され、同年4月7日には第1回全日本オセロ選手権大会が開催された。
同年4月25日に三越本店と伊勢丹本店で販売を開始し、4月29日に全国で「オフィシャルオセロ」が発売された。ツクダの商品企画部門の責任者だった和久井威によると、当時玩具に対してキャラクター以外のロイヤルティーを払うという意識が業界にはほとんどなく、オセロについても特許権や実用新案権は取得されていなかったが、ツクダのオーナーは「おもちゃはアイデアだから」と支払を認めたという。玩具業界には子供向けのボードゲームは4人以上で遊べるべきという意識があったため、2人用ゲームであるオセロは大人をターゲットとして、パッケージ表面にはたばこやライターを写したデザインが採用された。価格は2200円に設定された。
初期ロットは在庫を残さないよう3,000個で、経費の都合でテレビCMも打たなかったものの、百貨店の店頭などで実演販売をすると着実に売れていった。これに自信を得た和久井がその年の年末商戦に向けてテレビCMを製作したところ、オンエア後の10月からの3か月間で38万個、翌1974年に120万個以上、1975年に280万個が売れる大ヒット商品となった。『日経流通新聞』（現『日経MJ』）のヒット商品番付では、1973年、1974年と2年連続で「大関」に選出された。
1977年にアメリカ合衆国でも発売され、その年のうちに100万個が売れたという。この年から、世界オセロ選手権大会も始まった。
ツクダの玩具製造部門は1974年からツクダオリジナルとして独立。2002年、ツクダオリジナルはバンダイの子会社となり、2003年3月には和久井が経営するワクイコーポレーションと経営統合してパルボックスとなった。さらに2005年には、パルボックスはバンダイの子会社メガハウスに統合され、2020年現在はメガハウスがオセロを販売している。なお、アメリカ合衆国ではゲイブリルが最初の販売元だったが、その後数社の変遷を経て、2007年時点ではマテルが欧米での販売権を所有している。
和久井によると、2007年時点でもオセロは年間40から50万個は売れ続けているという。

## オセロとリバーシ

### オセロとリバーシの違い
| ゲーム名           | 最初期の文献（出典）           | 開発年・開発者・発売元                                           | 石の色               | 盤面の形状  | 初期配置                         | 複数石挟み | 着手不能時 | 着手回数制限 |
| ------------------ | ------------------------------ | ---------------------------------------------------------------- | -------------------- | ----------- | -------------------------------- | ---------- | ---------- | ------------ |
| リバーシ（19世紀） | Reversi and Go Bang （1890年） | 1883年（ロンドン） ルイス・ウォーターマン ジャック・アンド・サン | - 黒白 - 黒赤 - 赤白 | 8×8の正方形 | オリジナル                       | 全部裏返す | パス       | 32手         |
| リバーシ（20世紀） | 世界遊戯法大全 （1907年）      | 1900年頃 不明 多数                                               | - 黒白 - 黒赤 - 赤白 | 8×8の正方形 | - クロス - パラレル - オリジナル | 全部裏返す | パス       | 無制限       |
| オセロ             | オセロの打ち方 （1974年）      | 1970年頃（東京） 長谷川五郎 ツクダ                               | 黒白                 | 8×8の正方形 | クロス                           | 全部裏返す | パス       | 無制限       |

|   | a  | b  | c  | d   | e   | f  | g  | h  |   |
| 1 | a1 | b1 | c1 | d1  | e1  | f1 | g1 | h1 | 1 |
| 2 | a2 | b2 | c2 | d2  | e2  | f2 | g2 | h2 | 2 |
| 3 | a3 | b3 | c3 | d3  | e3  | f3 | g3 | h3 | 3 |
| 4 | a4 | b4 | c4 | d4O | e4X | f4 | g4 | h4 | 4 |
| 5 | a5 | b5 | c5 | d5X | e5O | f5 | g5 | h5 | 5 |
| 6 | a6 | b6 | c6 | d6  | e6  | f6 | g6 | h6 | 6 |
| 7 | a7 | b7 | c7 | d7  | e7  | f7 | g7 | h7 | 7 |
| 8 | a8 | b8 | c8 | d8  | e8  | f8 | g8 | h8 | 8 |
|   | a  | b  | c  | d   | e   | f  | g  | h  |   |

|   | a  | b  | c  | d   | e   | f  | g  | h  |   |
| 1 | a1 | b1 | c1 | d1  | e1  | f1 | g1 | h1 | 1 |
| 2 | a2 | b2 | c2 | d2  | e2  | f2 | g2 | h2 | 2 |
| 3 | a3 | b3 | c3 | d3  | e3  | f3 | g3 | h3 | 3 |
| 4 | a4 | b4 | c4 | d4O | e4O | f4 | g4 | h4 | 4 |
| 5 | a5 | b5 | c5 | d5X | e5X | f5 | g5 | h5 | 5 |
| 6 | a6 | b6 | c6 | d6  | e6  | f6 | g6 | h6 | 6 |
| 7 | a7 | b7 | c7 | d7  | e7  | f7 | g7 | h7 | 7 |
| 8 | a8 | b8 | c8 | d8  | e8  | f8 | g8 | h8 | 8 |
|   | a  | b  | c  | d   | e   | f  | g  | h  |   |

|   | a  | b  | c  | d  | e  | f  | g  | h  |   |
| 1 | a1 | b1 | c1 | d1 | e1 | f1 | g1 | h1 | 1 |
| 2 | a2 | b2 | c2 | d2 | e2 | f2 | g2 | h2 | 2 |
| 3 | a3 | b3 | c3 | d3 | e3 | f3 | g3 | h3 | 3 |
| 4 | a4 | b4 | c4 | d4 | e4 | f4 | g4 | h4 | 4 |
| 5 | a5 | b5 | c5 | d5 | e5 | f5 | g5 | h5 | 5 |
| 6 | a6 | b6 | c6 | d6 | e6 | f6 | g6 | h6 | 6 |
| 7 | a7 | b7 | c7 | d7 | e7 | f7 | g7 | h7 | 7 |
| 8 | a8 | b8 | c8 | d8 | e8 | f8 | g8 | h8 | 8 |
|   | a  | b  | c  | d  | e  | f  | g  | h  |   |

リバーシ（Reversi、レヴァルシー、源平碁）は、オセロの90年前に発売された、ほぼ同様のゲームである。リバーシは、19世紀と20世紀でわずかに異なる（細かい変遷については、歴史の節を参照）。
20世紀のリバーシは、石の色について黒白、黒赤、赤白という3パターンの配色があり、初期配置についてクロス、パラレル、オリジナルという3種類のローカルルールが存在した。オセロは、このうち、石の色に黒白、初期配置にクロスを採用したものと同一ルールである。黒白の石とクロス配置はともに1907年以前の文献に掲載されており、オセロが初出ではない。
なお、「リバーシは盤面の大きさが自由であった」「リバーシはパスができなかった」などとされることがあるが、誤りである。実際には、1890年刊行の最初期の解説書の時点から「盤面は8×8の正方形」「打てる箇所がない場合はパス」というルールが定められており、この点も現在のオセロと同一である。
なお、オセロが発売された時点ですでにリバーシの開発者は存命でなく、リバーシの側から権利関係が問題視されることはない。

### 開発者の主張の変遷
長谷川は、1973年にツクダからオセロを発売した当初、リバーシの影響下にあること自体は認めたうえで、改良による独自性をアピールし、新ゲームとしてこれを宣伝した。長谷川は1973年の雑誌記事でオセロ開発の経緯について以下のように記し、源平碁（リバーシ）を土台にゲームを改良したと明言している。
1981年の著書『オセロの打ち方』でも、長谷川はリバーシがオセロの原型であると認めたうえで、ゲームの面白さは、ルールが3分の1、名称・用具・環境など'の要素が3分の2を占めることを指摘し、後者が不十分であったリバーシは子供の玩具以外の何物でもなかったが、オセロはすべてを整備して大人でも遊べるゲームとして完成させたものであるとアピールしている。

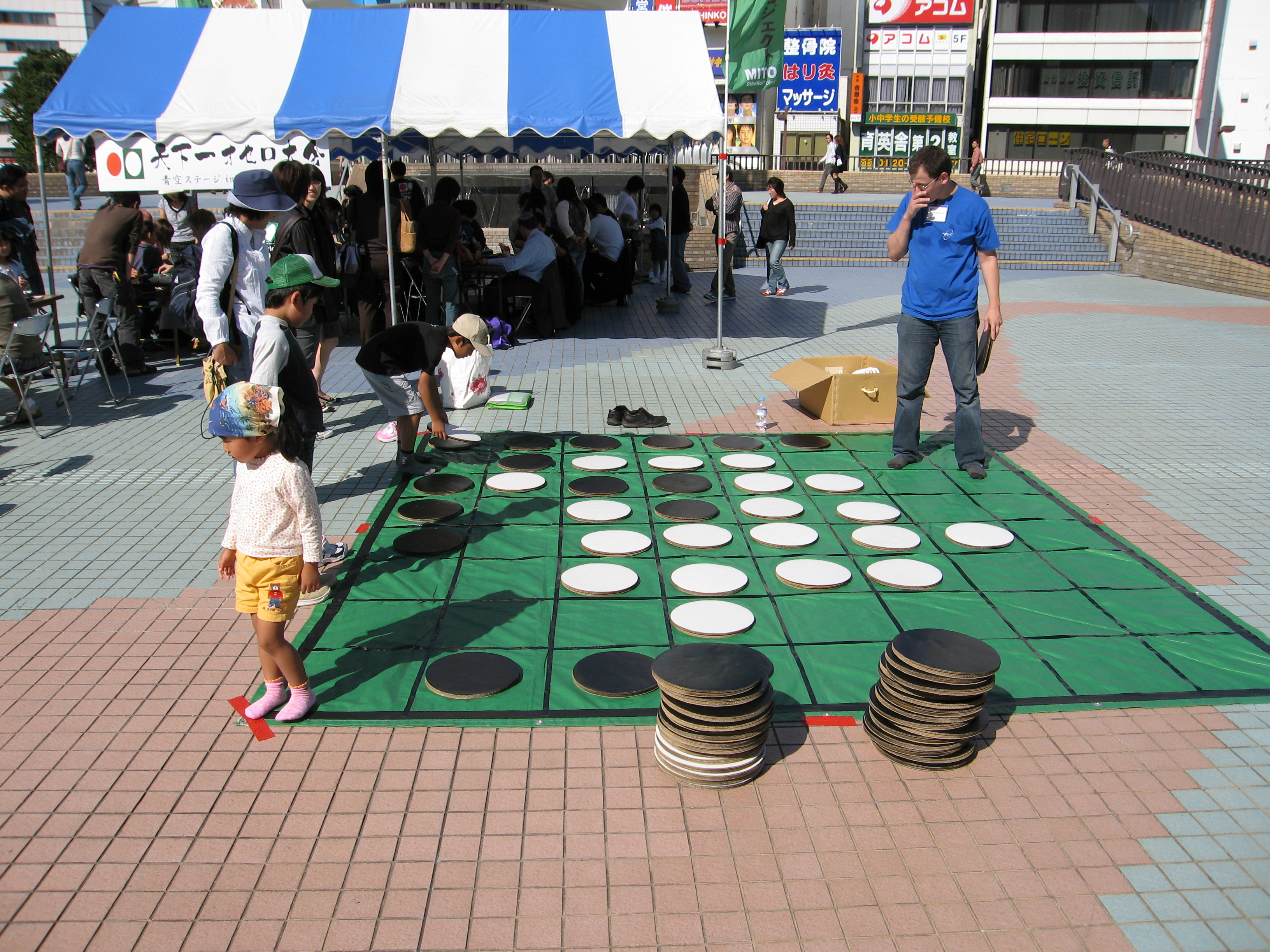
水戸で開催されたオセロ・イベントの様子

発売当初はリバーシの影響下にあることを公言していた長谷川だが、次第にそれを伏せるようになった。そして、2000年頃、長谷川はリバーシとは無関係に1945年に水戸で自身が独立にゲームを考案したとする新たな見解を示した。当時、日本オセロ連盟のウェブサイトには「オセロの起源はリバーシ」と明記されていたが、連盟会長の長谷川が執筆した「戦後、水戸、碁石」という新しい文章に差し替えられた。長谷川は、この文章の中で以下のように主張した。
これ以降、オセロはリバーシとは独立に水戸で考案されたとする情報が広く拡散した。

### オセロ関係者の見解
2000年頃、長谷川の新たな主張が日本オセロ連盟のウェブサイトに出現した件について、連盟HP委員として差し替え作業を担当したhaseraは2018年に次のように語っている。
オセロ販売元のメガハウスは、2020年現在、オセロは長谷川が水戸で独立に考案したとする説をウェブサイトに掲載している。水戸市は、同説に基づき、「オセロ発祥の地」を自称し、オセロにまつわる様々なイベントを開催している。なお、1974年の長谷川の著書には「オセロ発祥の地は中外製薬（長谷川が勤務していた東京の製薬会社）」と記載されている。
一方、世界オセロ連盟は、2020年現在、オセロの歴史に関する項を空欄にしている。長谷川が死去した2016年には、当時の世界オセロ連盟会長だったトール・ビルゲル・スコーゲンが、長谷川はリバーシに基づいてオセロを開発したとする見解を示しつつ長谷川に哀悼の意を示す声明を発表した。

### 第三者の見解
オセロにはリバーシとは別のゲームと言いうるほどの独自性はなく、リバーシの商品名のひとつにすぎないとの指摘が、発売当初から複数の専門家によって示されている。
小説家の都筑道夫は、オセロ発売直後に疑問を抱いて独自の調査を行い、娯楽研究家である矢野目源一の著書『娯楽大百科』の記述などに基づいて、オセロはリバーシとそのまま同一のゲームであるといち早く指摘した。都筑は、ツクダが海外輸出を目指していることに触れ、以下のようにオセロを批判している。
小説家でパズル・ゲーム研究家の田中潤司は、都筑に対して、リバーシは昔から日本でも源平碁として親しまれており、1968年（オセロ発売の5年前）のハナヤマの商品カタログにも掲載されているという事実を紹介した。田中は、以下のように述べ、発売元のツクダが長谷川にロイヤルティーを支払ったことについて疑問を呈している。
ゲーム研究家の草場純は、『世界遊戯法大全』（1907年）に記載されているリバーシのルールや、戦前に日本で販売されていた源平碁のルールが（初期配置の規定も含めて）すでにオセロと同一であったことを紹介し、次のように評している。
アメリカ合衆国の数学者でパズル・ゲーム研究家のマーティン・ガードナーは、オセロがアメリカ合衆国で発売された年に、サイエンティフィック・アメリカンの連載「数学ゲーム」の中で以下のように記し、わざわざ高額のオセロを購入しなくても同じゲームがプレイできると読者にアドバイスしている。
また、リバーシとオセロのルール上の唯一の違いである、クロス配置への限定については、肯定的な評価も否定的な評価も存在する。元オセロ世界チャンピオンのベン・シーリーは、パラレル配置では白番が完勝してしまう展開があるが、クロス配置では黒白の利点が拮抗して引き分けに至る展開が多いことを指摘し、クロス配置を採用した長谷川を高く評価している。一方、ゲーム研究家の草場純は、クロス配置がパラレル配置に劣る理由として、初期配置の状態で180度回転させても同じだから上下が区別できなくなってしまう点、初手がすべて対称形なので選択の余地がない無意味な一手になってしまう点を指摘し、長谷川が初期配置をクロスに限定したことを「オセロはリバーシの改悪」と断じ、厳しく批判している。

### オセロの商標とその影響
ゲームとしての独自性の有無はさておき、長谷川の構築した名称・用具・環境を伴うブランド力によってオセロは全世界に普及した。
20世紀のリバーシにはクロス、パラレル、オリジナルの3つの初期配置ルールが存在したが、現代ではパラレルやオリジナルのルールでプレイされることはほとんどなく、オセロと同様のクロス配置が主流となっている。また、石の色も黒白、黒赤、赤白の3パターンがあったが、こちらも現代ではオセロと同じ黒白が主流となっている。つまり、もはや両者に違いはなく、実質的にリバーシはオセロの別名と言いうる状況となっている。
これは、オセロの商標権を持つツクダ（ツクダオリジナル、パルボックス、メガハウス）以外の各社が、商標権との抵触を避けつつオセロと同様の商品を販売する際にリバーシとして販売したためである。1973年のオセロ発売当初、「オセロ」という商品名は商標として、黒白の石や緑の盤面などのデザインは意匠として、ともにツクダによって登録され、権利保護の対象となっていた。その後、意匠権は保護期間の20年が満了したため、他社も同一のデザインを使用することができるようになったが、商標権はなおも保護が続いている。そこで、他社は、オセロはリバーシの商品名のひとつであるとする見解に基づき、「リバーシ」の商品名でオセロと同一デザインの商品を発売している。
1999年には、日本最大手のオセロ情報サイトを運営していた元タイトルホルダーのオセロ選手に対し、ツクダオリジナルが商標権侵害であるとして内容証明郵便を送り付けたことがきっかけとなって、日本で商標権のないリバーシに着目する動きが広まり、元タイトルホルダー4名を含む多数の高段者たちが集まって日本リバーシ協会を設立した。日本リバーシ協会の理事に対して「リバーシ禁止—オセロ連盟を除名」と題した脅迫状が送り付けられる事件が発生し、日本オセロ連盟の一部幹部からは、リバーシはオセロと敵対するゲームであるとして日本リバーシ協会を排斥する主張がなされたとされる。その後、日本リバーシ協会は活動を停止した。
なお、日本の公共放送NHKでは、オセロの商標言及を避けるためにかつて「黒と白の石を取り合うゲーム」などと言い換えて報道していたことがある。
2014年にリリースされたスマートフォン向けアプリの「リバーシ大戦」は、メガハウスの許諾を得て2018年に「オセロクエスト」に改称した。

## 戦術

### オセロ戦術の発展
オセロは単純なルールでありながら、勝つためには頭脳、読み合い、駆け引きが要求される。非常に多彩な戦術が知られており、「覚えるのに一分、極めるのに一生 (A minute to learn, a lifetime to master)」という言葉がキャッチフレーズとなっている。
1890年のリバーシの解説書には、すでにいくつかの戦術が掲載されていた。隅の重要性や序盤での注意点など基本的な戦術が解説されている。さらに進んで、現在知られている詳細な戦術を体系的に整備したのは、オセロのパッケージを開発した長谷川五郎である。長谷川は、1974年に『オセロの打ち方』を著し、この中で、様々な棋譜とともに勝つための戦術を体系的に解説した。その後、オセロの流行とともに様々な強豪プレイヤーが自らの理論を書籍として出版し、オセロ戦術は日々進歩を遂げている。
ここでは、標準的な戦術書でよく解説される基礎的な概念を説明することで、オセロ戦術の全体像を概観する。

### 定石
|   | a  | b  | c  | d   | e   | f   | g  | h  |   |
| 1 | a1 | b1 | c1 | d1  | e1  | f1  | g1 | h1 | 1 |
| 2 | a2 | b2 | c2 | d2  | e2  | f2  | g2 | h2 | 2 |
| 3 | a3 | b3 | c3 | d3  | e3  | f3  | g3 | h3 | 3 |
| 4 | a4 | b4 | c4 | d4O | e4X | f4  | g4 | h4 | 4 |
| 5 | a5 | b5 | c5 | d5X | e5O | f5X | g5 | h5 | 5 |
| 6 | a6 | b6 | c6 | d6  | e6  | f6O | g6 | h6 | 6 |
| 7 | a7 | b7 | c7 | d7  | e7  | f7  | g7 | h7 | 7 |
| 8 | a8 | b8 | c8 | d8  | e8  | f8  | g8 | h8 | 8 |
|   | a  | b  | c  | d   | e   | f   | g  | h  |   |

図は、序盤の3手目の局面である。ルール上、ここで黒番にはc4、d3、e6、f7の4つの選択肢がある。しかしながら、c4、d3、f7の進行は白番が正しく対応すればいずれも黒番必敗となることが判明しているため、初心者を除けば黒番は必ずe6と打つ。
このように、不利にならない手は限られているから、双方がある程度の実力を有していれば序盤の進行はいくつかの決まったパターンに収束しやすい。そういったパターン化された進行を「定石」という。上級者同士の対局では、基本的な定石を双方が覚えたうえで、どの定石を選択するか、どこで定石から変化するかなど細かい駆け引きを行う。
|   | a  | b  | c   | d   | e   | f   | g  | h  |   |
| 1 | a1 | b1 | c1  | d1  | e1  | f1  | g1 | h1 | 1 |
| 2 | a2 | b2 | c2  | d2  | e2  | f2  | g2 | h2 | 2 |
| 3 | a3 | b3 | c3  | d3  | e3X | f3  | g3 | h3 | 3 |
| 4 | a4 | b4 | c4  | d4X | e4O | f4O | g4 | h4 | 4 |
| 5 | a5 | b5 | c5X | d5X | e5O | f5X | g5 | h5 | 5 |
| 6 | a6 | b6 | c6  | d6O | e6  | f6  | g6 | h6 | 6 |
| 7 | a7 | b7 | c7  | d7  | e7  | f7  | g7 | h7 | 7 |
| 8 | a8 | b8 | c8  | d8  | e8  | f8  | g8 | h8 | 8 |
|   | a  | b  | c   | d   | e   | f   | g  | h  |   |

|   | a  | b  | c   | d   | e   | f   | g  | h  |   |
| 1 | a1 | b1 | c1  | d1  | e1  | f1  | g1 | h1 | 1 |
| 2 | a2 | b2 | c2  | d2  | e2  | f2  | g2 | h2 | 2 |
| 3 | a3 | b3 | c3X | d3O | e3  | f3  | g3 | h3 | 3 |
| 4 | a4 | b4 | c4X | d4X | e4X | f4  | g4 | h4 | 4 |
| 5 | a5 | b5 | c5  | d5O | e5X | f5X | g5 | h5 | 5 |
| 6 | a6 | b6 | c6  | d6O | e6  | f6  | g6 | h6 | 6 |
| 7 | a7 | b7 | c7  | d7  | e7  | f7  | g7 | h7 | 7 |
| 8 | a8 | b8 | c8  | d8  | e8  | f8  | g8 | h8 | 8 |
|   | a  | b  | c   | d   | e   | f   | g  | h  |   |

|   | a  | b  | c   | d   | e   | f   | g  | h  |   |
| 1 | a1 | b1 | c1  | d1  | e1  | f1  | g1 | h1 | 1 |
| 2 | a2 | b2 | c2  | d2  | e2  | f2  | g2 | h2 | 2 |
| 3 | a3 | b3 | c3  | d3  | e3  | f3  | g3 | h3 | 3 |
| 4 | a4 | b4 | c4  | d4O | e4X | f4  | g4 | h4 | 4 |
| 5 | a5 | b5 | c5X | d5X | e5X | f5X | g5 | h5 | 5 |
| 6 | a6 | b6 | c6  | d6O | e6O | f6O | g6 | h6 | 6 |
| 7 | a7 | b7 | c7  | d7  | e7  | f7  | g7 | h7 | 7 |
| 8 | a8 | b8 | c8  | d8  | e8  | f8  | g8 | h8 | 8 |
|   | a  | b  | c   | d   | e   | f   | g  | h  |   |

|   | a  | b  | c  | d   | e   | f   | g  | h  |   |
| 1 | a1 | b1 | c1 | d1  | e1  | f1  | g1 | h1 | 1 |
| 2 | a2 | b2 | c2 | d2  | e2  | f2  | g2 | h2 | 2 |
| 3 | a3 | b3 | c3 | d3X | e3X | f3  | g3 | h3 | 3 |
| 4 | a4 | b4 | c4 | d4X | e4X | f4O | g4 | h4 | 4 |
| 5 | a5 | b5 | c5 | d5X | e5O | f5O | g5 | h5 | 5 |
| 6 | a6 | b6 | c6 | d6  | e6  | f6O | g6 | h6 | 6 |
| 7 | a7 | b7 | c7 | d7  | e7  | f7  | g7 | h7 | 7 |
| 8 | a8 | b8 | c8 | d8  | e8  | f8  | g8 | h8 | 8 |
|   | a  | b  | c  | d   | e   | f   | g  | h  |   |

主要な定石には、盤上の石の形を動物などに見立てて、名前が与えられている。中でも、兎定石、虎定石、牛定石、鼠定石の4つは最も基本的なものであり、四大定石と呼ばれている。
兎定石は、比較的変化が少なく、王道を往く基本形が深く研究されているため、初級者にも好まれる。
虎定石は非常に変化が多く、相手の研究を外す目的で上級者が好んで採用する。
牛定石は、シンプルな展開からスリリングな展開まで様々な展開が考えられる。
鼠定石は、現在では黒番が有利であることが判明しており、白番が避ける傾向にあるため、ほとんど打たれない。

### 一石返しと中割り
|   | a  | b  | c   | d   | e   | f   | g   | h  |   |
| 1 | a1 | b1 | c1  | d1  | e1  | f1  | g1  | h1 | 1 |
| 2 | a2 | b2 | c2  | d2  | e2  | f2  | g2  | h2 | 2 |
| 3 | a3 | b3 | c3X | d3X | e3X | f3X | g3  | h3 | 3 |
| 4 | a4 | b4 | c4X | d4O | e4X | f4X | g4  | h4 | 4 |
| 5 | a5 | b5 | c5X | d5X | e5X | f5X | g5X | h5 | 5 |
| 6 | a6 | b6 | c6X | d6X | e6X | f6O | g6X | h6 | 6 |
| 7 | a7 | b7 | c7  | d7  | e7X | f7X | g7  | h7 | 7 |
| 8 | a8 | b8 | c8  | d8  | e8  | f8  | g8  | h8 | 8 |
|   | a  | b  | c   | d   | e   | f   | g   | h  |   |

図の局面は一見すると黒石がとても多く、初心者には黒番がリードしているように見えるかもしれない。しかし、黒番はここでg7以外に打てる箇所がない。そこで仕方なく黒番がg7に打つと白番がh8の隅を取れる状態になるから、黒番は圧倒的不利となる。
このように、オセロでは序盤・中盤の局面で石が多いからといって必ずしも有利というわけではない。多くの場合はその逆であり、石が多すぎる側は不利となる。オセロは相手の石を挟まなければ着手できないため、相手の石が少なかったり、相手の石が自分の石で囲まれていたりすると、着手可能な箇所が少なくなり、本来打ちたくない箇所に打つしかなくなってしまうのである。逆に言えば、序盤・中盤では、石を取りすぎず、自分の石が相手の石に囲まれた状態を目指すのが基本となる。
|   | a  | b  | c   | d   | e   | f   | g  | h  |   |
| 1 | a1 | b1 | c1  | d1  | e1  | f1  | g1 | h1 | 1 |
| 2 | a2 | b2 | c2  | d2  | e2  | f2  | g2 | h2 | 2 |
| 3 | a3 | b3 | c3  | d3X | e3X | f3  | g3 | h3 | 3 |
| 4 | a4 | b4 | c4  | d4X | e4X | f4O | g4 | h4 | 4 |
| 5 | a5 | b5 | c5X | d5O | e5O | f5O | g5 | h5 | 5 |
| 6 | a6 | b6 | c6O | d6O | e6  | f6O | g6 | h6 | 6 |
| 7 | a7 | b7 | c7  | d7  | e7  | f7  | g7 | h7 | 7 |
| 8 | a8 | b8 | c8  | d8  | e8  | f8  | g8 | h8 | 8 |
|   | a  | b  | c   | d   | e   | f   | g  | h  |   |

例えば、図は兎定石の9手目の局面であるが、ここで黒番の定石手はe6である。この手は、e5の白石1つだけを挟む手であるから自分の石を増やしすぎることはない。また、e5はすでに周囲を他の石で囲まれているから、自分の石を相手の石の中に潜り込ませることができる。したがって、理想的な好手である。
このような典型的好手の類型として「一石返し」と「中割り」が有名である。一石返しは、相手の石を1つだけ挟むように打つことである。中割りは、周囲をほぼ他の石に囲まれている相手の石だけを挟むように打つことである。一石返しは自分の石を必要以上に増やさない手であり、中割りは自分の石を相手の石で囲ませる手であるため、これらを意識することで好手を発見しやすくなる。図でのe6という手は、一石返しでなおかつ中割りである。

### 隅とその周辺
|   | a   | b   | c   | d   | e   | f   | g   | h   |   |
| 1 | a1  | b1X | c1X | d1X | e1  | f1  | g1  | h1  | 1 |
| 2 | a2X | b2X | c2X | d2X | e2X | f2  | g2  | h2  | 2 |
| 3 | a3X | b3X | c3X | d3X | e3X | f3X | g3  | h3  | 3 |
| 4 | a4X | b4X | c4X | d4X | e4X | f4X | g4X | h4  | 4 |
| 5 | a5  | b5X | c5X | d5X | e5X | f5X | g5X | h5O | 5 |
| 6 | a6  | b6  | c6X | d6X | e6X | f6X | g6O | h6O | 6 |
| 7 | a7  | b7  | c7  | d7X | e7X | f7O | g7O | h7O | 7 |
| 8 | a8  | b8  | c8  | d8  | e8O | f8O | g8O | h8O | 8 |
|   | a   | b   | c   | d   | e   | f   | g   | h   |   |

図の局面で、黒石はどれも終局までに白石に挟まれてしまう可能性があるが、10個の白石はもはや黒石で挟むことができない。したがって、これらの白石は終局まで白石であることが確定している。
このような、挟まれることがないから終局まで色が変わらないと確定した石のことを「確定石」という。確定石を増やしていくことは、勝利に直結するので重要である。
オセロで勝つために大切な要素の一つとして「隅」がある。オセロ盤のうち四隅のマス（a1、a8、h1、h8）については、挟むことができないから、隅に石を置けば必ず確定石となる。また、図のように隅から隣接するマスに同じ色の石が置かれている場合には、それらも確定石となることがある。したがって、隅を狙うのはオセロの基本となる。
|   | a   | b   | c  | d  | e  | f  | g   | h   |   |
| 1 | a1  | b1X | c1 | d1 | e1 | f1 | g1X | h1  | 1 |
| 2 | a2X | b2O | c2 | d2 | e2 | f2 | g2O | h2X | 2 |
| 3 | a3  | b3  | c3 | d3 | e3 | f3 | g3  | h3  | 3 |
| 4 | a4  | b4  | c4 | d4 | e4 | f4 | g4  | h4  | 4 |
| 5 | a5  | b5  | c5 | d5 | e5 | f5 | g5  | h5  | 5 |
| 6 | a6  | b6  | c6 | d6 | e6 | f6 | g6  | h6  | 6 |
| 7 | a7X | b7O | c7 | d7 | e7 | f7 | g7O | h7X | 7 |
| 8 | a8  | b8X | c8 | d8 | e8 | f8 | g8X | h8  | 8 |
|   | a   | b   | c  | d  | e  | f  | g   | h   |   |

隅と関連して重要な概念として、CとXがある。図で黒石を置いたマス（隅と縦横に隣接するマス）がC、白石を置いたマス（隅と斜めに隣接するマス）がXである。
当然のことながら、CやXに自分が石を打たなければ、相手に隅を取られることはない。したがって、初心者の間は、CやXを極力避け、相手がCやXに打ってきたら隅を取りに行くという戦術がよく使われる。しかし、初心者を脱すると、あえてXに打って相手に隅を取らせたうえで自分はCを取り、Cを基点に隣接する大量のマスを自分のものにするといった勝負手も必要となってくる。いずれにしても、隅、C、Xに関する攻防は初心者から上級者まで注目されるポイントである。

### 手止まりと偶数理論
|   | a   | b   | c   | d   | e   | f   | g   | h   |   |
| 1 | a1  | b1  | c1X | d1  | e1  | f1X | g1X | h1X | 1 |
| 2 | a2X | b2  | c2X | d2X | e2X | f2O | g2O | h2O | 2 |
| 3 | a3O | b3O | c3O | d3O | e3O | f3O | g3O | h3O | 3 |
| 4 | a4O | b4O | c4X | d4O | e4O | f4X | g4X | h4O | 4 |
| 5 | a5O | b5O | c5O | d5X | e5O | f5X | g5X | h5O | 5 |
| 6 | a6O | b6O | c6X | d6O | e6X | f6X | g6X | h6O | 6 |
| 7 | a7O | b7  | c7O | d7O | e7O | f7X | g7O | h7O | 7 |
| 8 | a8X | b8X | c8X | d8X | e8X | f8X | g8X | h8O | 8 |
|   | a   | b   | c   | d   | e   | f   | g   | h   |   |

図のような局面を考える。ここで黒番が左下のb7に打ち込むと、c7、d7、e7の3つの石を黒石にすることができる。そして、b7の周辺にはもう空きマスがないから、これらの石が再び白番に返される心配はなく、良い手であると考えられる。
このように、隣接する空きマスが他にないマスに打ち込むことを「手止まり」と言い、終盤戦では手止まりを打つのが一つの目標となる。
終盤戦において重要となるのは、まずは先を読み切って地道に石を数えることである。しかし、石を数えることのほかに、互いに隣接する空きマスの数に着目することである程度類型的に好手を見つけることができる。手止まりを打つこともその一つである。
|   | a   | b   | c   | d   | e   | f   | g   | h   |   |
| 1 | a1  | b1  | c1X | d1  | e1  | f1X | g1X | h1X | 1 |
| 2 | a2X | b2  | c2X | d2X | e2X | f2O | g2O | h2O | 2 |
| 3 | a3O | b3O | c3O | d3O | e3O | f3O | g3O | h3O | 3 |
| 4 | a4O | b4O | c4X | d4O | e4O | f4X | g4X | h4O | 4 |
| 5 | a5O | b5O | c5O | d5X | e5O | f5X | g5X | h5O | 5 |
| 6 | a6O | b6O | c6X | d6O | e6X | f6X | g6X | h6O | 6 |
| 7 | a7O | b7X | c7X | d7X | e7X | f7X | g7O | h7O | 7 |
| 8 | a8X | b8X | c8X | d8X | e8X | f8X | g8X | h8O | 8 |
|   | a   | b   | c   | d   | e   | f   | g   | h   |   |

図は、さきほどの局面から黒番がb7に打った局面である。ここで互いに隣接する空きマスの数を見ると、左上には3つ（奇数）の空きマスがあり、中央上には2つ（偶数）の空きマスがある。この局面で白番が打つべき最善手は、左上の空きマスの数を2つ（偶数）にするa1である。次に黒番b2に対して、すかさずb1とすれば手止まりが打てるし、さらに黒番d1に対してe1とすればまた手止まりが打てる。
重要なのは、白番は互いに隣接する空きマスの数を偶数にしていることである。偶数にしておけば空きマスが1つのときに自分の手番になるから、そこで手止まりが打てるというわけである。これを「偶数理論」と呼び、手止まりをたくさん打つために有効な理論である。

### 黒番・白番それぞれの戦略
|   | a  | b  | c  | d   | e   | f   | g  | h  |   |
| 1 | a1 | b1 | c1 | d1  | e1  | f1  | g1 | h1 | 1 |
| 2 | a2 | b2 | c2 | d2  | e2  | f2  | g2 | h2 | 2 |
| 3 | a3 | b3 | c3 | d3  | e3  | f3  | g3 | h3 | 3 |
| 4 | a4 | b4 | c4 | d4O | e4X | f4  | g4 | h4 | 4 |
| 5 | a5 | b5 | c5 | d5O | e5X | f5X | g5 | h5 | 5 |
| 6 | a6 | b6 | c6 | d6O | e6  | f6  | g6 | h6 | 6 |
| 7 | a7 | b7 | c7 | d7  | e7  | f7  | g7 | h7 | 7 |
| 8 | a8 | b8 | c8 | d8  | e8  | f8  | g8 | h8 | 8 |
|   | a  | b  | c  | d   | e   | f   | g  | h  |   |

|   | a  | b  | c  | d   | e   | f   | g  | h  |   |
| 1 | a1 | b1 | c1 | d1  | e1  | f1  | g1 | h1 | 1 |
| 2 | a2 | b2 | c2 | d2  | e2  | f2  | g2 | h2 | 2 |
| 3 | a3 | b3 | c3 | d3  | e3  | f3  | g3 | h3 | 3 |
| 4 | a4 | b4 | c4 | d4O | e4X | f4  | g4 | h4 | 4 |
| 5 | a5 | b5 | c5 | d5X | e5O | f5X | g5 | h5 | 5 |
| 6 | a6 | b6 | c6 | d6  | e6  | f6O | g6 | h6 | 6 |
| 7 | a7 | b7 | c7 | d7  | e7  | f7  | g7 | h7 | 7 |
| 8 | a8 | b8 | c8 | d8  | e8  | f8  | g8 | h8 | 8 |
|   | a  | b  | c  | d   | e   | f   | g  | h  |   |

|   | a  | b  | c  | d   | e   | f   | g  | h  |   |
| 1 | a1 | b1 | c1 | d1  | e1  | f1  | g1 | h1 | 1 |
| 2 | a2 | b2 | c2 | d2  | e2  | f2  | g2 | h2 | 2 |
| 3 | a3 | b3 | c3 | d3  | e3  | f3  | g3 | h3 | 3 |
| 4 | a4 | b4 | c4 | d4O | e4O | f4O | g4 | h4 | 4 |
| 5 | a5 | b5 | c5 | d5X | e5X | f5X | g5 | h5 | 5 |
| 6 | a6 | b6 | c6 | d6  | e6  | f6  | g6 | h6 | 6 |
| 7 | a7 | b7 | c7 | d7  | e7  | f7  | g7 | h7 | 7 |
| 8 | a8 | b8 | c8 | d8  | e8  | f8  | g8 | h8 | 8 |
|   | a  | b  | c  | d   | e   | f   | g  | h  |   |

オセロの戦略は、黒番と白番でそれぞれ違いがある。
まず、黒番の初手は、どこへ打っても対称形になるため、実質的意味はない。白番の2手目には縦取り、斜め取り、並び取りの3つの選択肢がある。
縦取りは兎定石・虎定石、斜め取りは牛定石、並び取りは鼠定石を志向した手であり、白番が得意な定石を選択できる。縦取りの場合、これに対して黒番はc5として兎定石にするか、c3として虎定石にするかを選択できる。兎・虎・牛・鼠のいずれの定石においても様々な変化があるが、黒番が変化を選択できることが多いため、どちらかと言うと黒番が定石の主導権を握りやすいと言われている。
終盤戦では、白番は偶数理論を使って積極的に手止まりを狙っていくことができる。終局までパスがなければ、偶数理論を使うことができるのは後攻の白番のみであるため、一般に終盤戦は白番が打ちやすいと言われている。もっとも、白番が打てない空きマスを作ることで黒番が偶数理論を逆用する「逆偶数理論」などの戦術もある。
このように、黒番・白番それぞれに強みとなる部分があり、どちらが有利か一概には言えない。コンピュータによる完全解析はなされておらず、部分的な解析結果からは引き分けが結論となる可能性が高いと言われている。なお、これまでに行われた対局の統計では、白番が1%から2%ほど勝ち越している。

## オセロとコンピュータ

### コンピュータオセロの発展

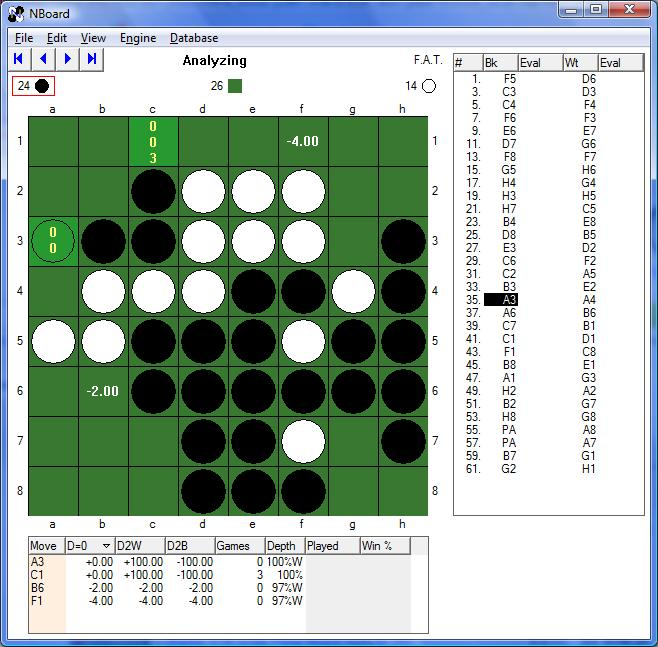
オセロ・プログラムのエヌテスト (NTest) の画面

オセロは、シンプルなルールがコンピュータのプログラミングに適しているため、プログラミングの教材あるいはコンピュータゲームの製品として、これまで数々のコンピュータ・プログラムが開発されてきた。
オセロがアメリカ合衆国で発売された1977年、早くも4月にはN・J・D・ジェイコブスが世界初とされるコンピュータオセロのプログラムをサイエンティフィック・アメリカン誌に掲載した。翌1978年にはアーケードゲーム（任天堂）、1980年には家庭用ゲーム（Atari 2600）としてコンピュータオセロが製品化された。1983年には、ツクダオリジナルからオセロ専用ゲーム機の『オセロマルチビジョン』が発売された。
また、1980年10月からアスキーの主催でオセロ・プログラム同士を対局させる「マイクロオセロリーグ」が定期的に開催され、その模様は記事として掲載された。1986年には同社からオセロを題材とした思考ゲームのプログラミング解説書も出版された。
最古のコンピュータオセロは特別強いものではなかったが、すぐにビットボードや評価関数などのアルゴリズムが整理され、終盤の正確な読みによって人間の上級者とも戦えるようになった。

### コンピュータと人類の対戦
コンピュータオセロの開発が始まってから3年後の1980年、オセロ・プログラムのムーア (Moor) が当時の世界チャンピオン・井上博と対戦し、1勝を挙げた（6番勝負で1勝5敗）。1982年には森田和郎の開発した森田オセロが全日本選手権2位の北島秀樹ら強豪プレイヤーたちが集う大会にゲスト参加して6戦全勝で優勝した。その後、ハードウェアの進歩とソフトウェアの改良によってコンピュータオセロは着実に力を伸ばしたが、1980年の井上戦から17年間、公の場で人間の世界チャンピオンと対戦する機会はなかった。
|   | a   | b   | c   | d   | e   | f   | g   | h   |   |
| 1 | a1X | b1X | c1X | d1X | e1X | f1X | g1X | h1X | 1 |
| 2 | a2X | b2X | c2O | d2X | e2X | f2X | g2X | h2X | 2 |
| 3 | a3X | b3X | c3X | d3O | e3X | f3X | g3O | h3X | 3 |
| 4 | a4X | b4X | c4O | d4X | e4X | f4O | g4X | h4X | 4 |
| 5 | a5X | b5X | c5X | d5X | e5X | f5X | g5X | h5X | 5 |
| 6 | a6X | b6X | c6X | d6O | e6X | f6X | g6X | h6X | 6 |
| 7 | a7X | b7X | c7O | d7O | e7O | f7X | g7X | h7X | 7 |
| 8 | a8X | b8X | c8X | d8X | e8X | f8X | g8X | h8X | 8 |
|   | a   | b   | c   | d   | e   | f   | g   | h   |   |

1997年5月、コンピュータチェスのディープ・ブルーがチェス世界チャンピオンのガルリ・カスパロフを破ったその3週間後、NEC北米研究所のマイケル・ブロが開発したオセロ・プログラムのロジステロ (Logistello) と当時の世界チャンピオン・村上健が対戦することが発表された。対戦は同年8月4日から7日にかけて実施され、ロジステロが6番勝負で6勝0敗の成績で勝利し、コンピュータオセロの実力がすでに人間のトッププレイヤーを超えていることを証明した。実際には、それ以前からコンピュータの実力が人間を上回っていたことは明らかであり、村上は「もはや人間が及ぶレベルではありませんでした。負けると思っていました」とロジステロを称えた。なお、この対局は日本オセロ連盟の許可を得ていなかったため、無断で人類を代表して敗北した村上に対する批判の声もあったが、村上はオセロが知的ゲームの歴史に名を残すために必要な敗北であったと主張している。
2005年頃からは、それまでに5度の世界選手権優勝経験のある古豪・為則英司がコンピュータオセロを研究に活用するようになり、世界選手権を連覇。為則によってコンピュータ研究の重要性が知らしめられ、オセロ戦術が大きく進歩した。現在では、多数のプレイヤーが、コンピュータと対決するのではなく、コンピュータを教師として積極的に学んでいる。なお、タイトル戦準優勝経験のある中森弘樹によると、2016年の時点で多くのトッププレイヤーが研究に使用している最強のオセロ・プログラムはエダックス (Edax)である。
このほか、2019年には、コンピュータが人類よりも強いことを逆手にとって、負けることに特化した「最弱オセロ」が公開されて話題になるなど、多様な取り組みが進められている。

### オセロの解析
オセロは二人零和有限確定完全情報ゲームに分類され、ゲーム木複雑性は10の58乗程度である。
二人零和有限確定完全情報ゲームは、理論上、双方最善手（最善進行）ならば先手必勝・後手必勝・引き分けのいずれかの結論が下せるはずだが、オセロは2019年時点で未だにコンピュータによる完全解析はされておらず、結論は不明である。部分的には、最善進行を前提として以下の事実が判明している。
- オセロのある局面が黒番必勝・白番必勝・引き分けのいずれであるかを判定する問題は、PSPACE完全である[135]。
- 盤面を4×4に縮小したオセロは、3対13で白番（後手）の必勝となる[136][注釈 27]。
- 盤面を6×6に縮小したオセロは、16対20で白番（後手）の必勝となる[138]。
- 通常通りの8×8のオセロでは、一部の定石で引き分けになることが判明している[139]。

これらの事実に基づき、8×8のオセロは最善進行で引き分けになる可能性が高いと予想されている。オセロ日本代表選手の佐谷哲は、2019年に「『オセロは最善進行で引き分け』という説が今後覆ることはほぼ無いだろう」と述べている。
2023年10月30日、日本のPreferred Networks社の滝沢拓己により、8×8のオセロが最善進行で引き分けになる事を証明した（弱解決した）と主張する査読前論文がarXivに投稿された。

## オセロと文化

### 普及度

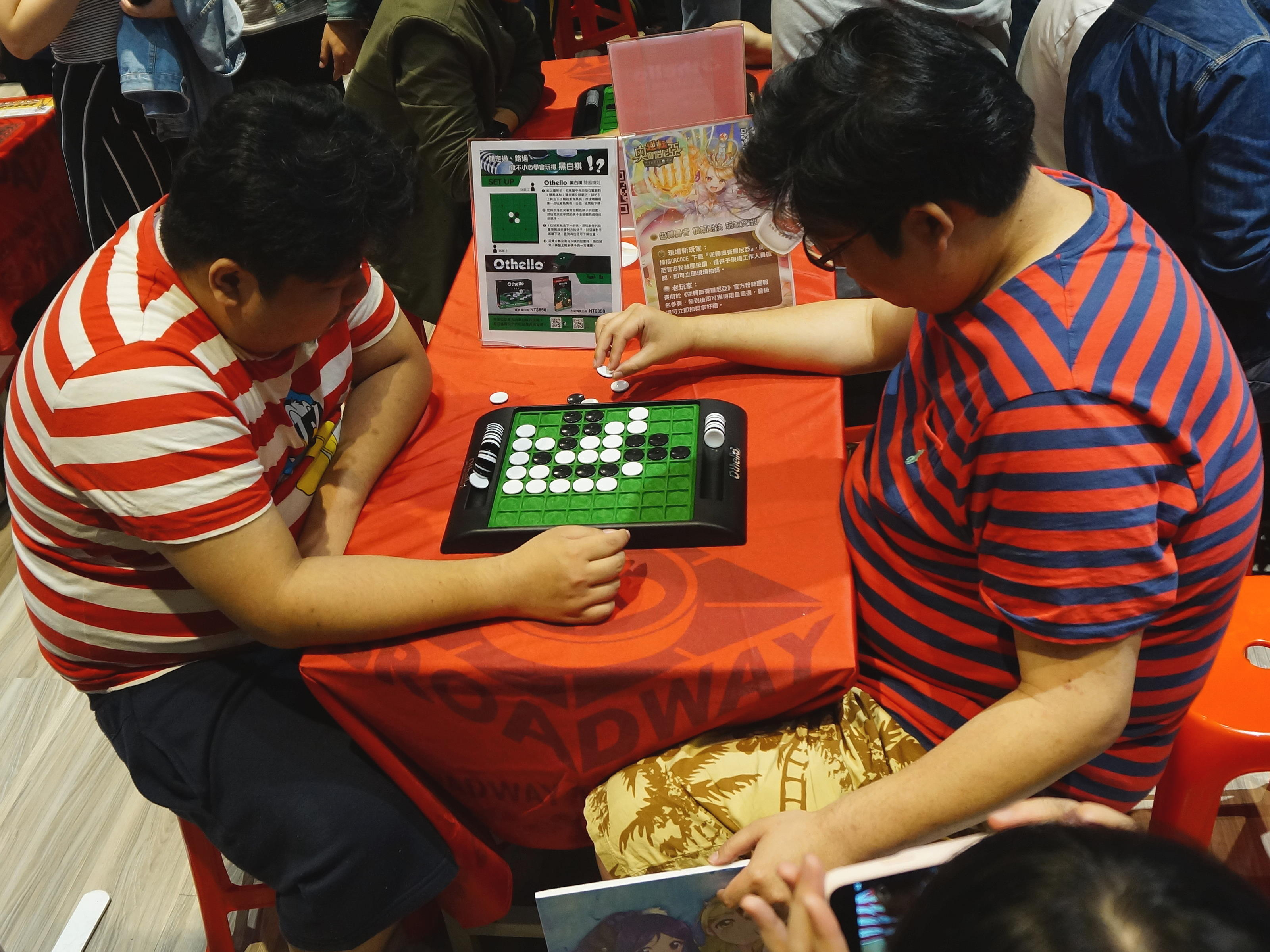
オセロを楽しむ人々

オセロは国際的に普及している。2015年時点で、世界36の国と地域に連盟があり、世界競技人口は約6億人と推計されている。
特に日本の競技人口は多く、長谷川五郎によると2001年頃の時点で約6000万人である。長谷川は、日本国内の競技人口は、将棋が約1500万人、囲碁が約1000万人、チェスが約500万人であり、オセロはこれらを上回っていると主張している。なお、公益財団法人日本生産性本部余暇創研が発行している『レジャー白書2018』によれば、日本国内の競技人口は、トランプ・オセロ・カルタ・花札などが約2370万人、将棋が約700万人、囲碁が約190万人、チェスが調査対象外となっている。また幼少期はオセロに没頭していたが、プロ制度があり道場などの教育環境が充実した囲碁へ移る者（安斎伸彰、藤田怜央）もいる。
日本の著名人の中には、佐藤健、小島瑠璃子、永山瑛太、田中カ子（後述）など、オセロ好きを公言している者も多い。また、日本の皇族である明仁親王（のちの天皇・上皇）も幼少期に父の昭和天皇とリバーシで遊んでいたことで知られる。
ツクダでオセロの商品化を担当した和久井威は、オセロがロングセラーとなった要因に対象年齢が幅広いことを挙げている。オセロは、石の誤飲の危険性を考慮して対象年齢を6歳以上としているが、実際には何歳からでもプレイは可能である。通常10分間以内に決着がつくため、学校の休み時間などで楽しむことも可能である。
また、高齢者にも人気があり、老人福祉施設などでもプレイされている。なお2022年4月に天寿を全うした福岡県の田中カ子（119歳没）はオセロゲーム愛好者の最高齢者として知られ、生前の田中はオセロを毎日プレイしていると語っていた。
オセロと同様のゲーム（ただし石のサイズ等はオセロの公式規定とやや異なることもある）は、「リバーシ」などの名前で安価なポータブルゲームとして日本のコンビニエンスストアなど様々な店舗で販売されている。また、インターネットでのオンライン対戦やコンピュータゲームとしても各国でプレイされている。Microsoft Windowsの1.0、2.0、2.1、3.0、Me、XPの各バージョンには、「リバーシ」という名称でオセロが標準搭載された（Me・XPはMSNゲームのオンライン対戦アプリ「インターネット リバーシ」として搭載）。

### 表現活動におけるオセロ
日本では、以下のように様々な物事をオセロになぞらえて表現することがある。
また、オセロを直接的あるいは間接的に題材として、様々な文化活動が行われている。
- 小説家の恩田陸は、1995年に『常野物語』シリーズのうちの一作として短編小説「オセロ・ゲーム」を発表した[159]。
- 小説家の佐藤多佳子は、2002年に短編小説「オセロ・ゲーム」を発表した[160]。
- 漫画家の池沢理美は、2001年から2004年にかけて漫画『オセロ。』を発表した[161]。
- シンガーソングライターの田島貴男のソロユニットであるORIGINAL LOVEは、2006年にアルバム『東京 飛行』の中で楽曲「オセロ」を発表した[162]。
- シンガーソングライターの川嶋あいは、2015年にアルバム『Be Your Side』の中で楽曲「オセロ」を発表した[163]。
- お笑い芸人の中島知子と松嶋尚美は、1993年から2013年まで「オセロ」という名前のお笑いコンビを組んでおり、それぞれ「オセロの黒」「オセロの白」という愛称があった[164]。

このほか、 1975年から放送されている『パネルクイズ アタック25』、2017年から2024年まで放送されていた『東大王』の「難問オセロ」など、オセロ形式あるいはオセロに似た形式で対戦するクイズ番組がある。

## 大会

### 世界オセロ選手権

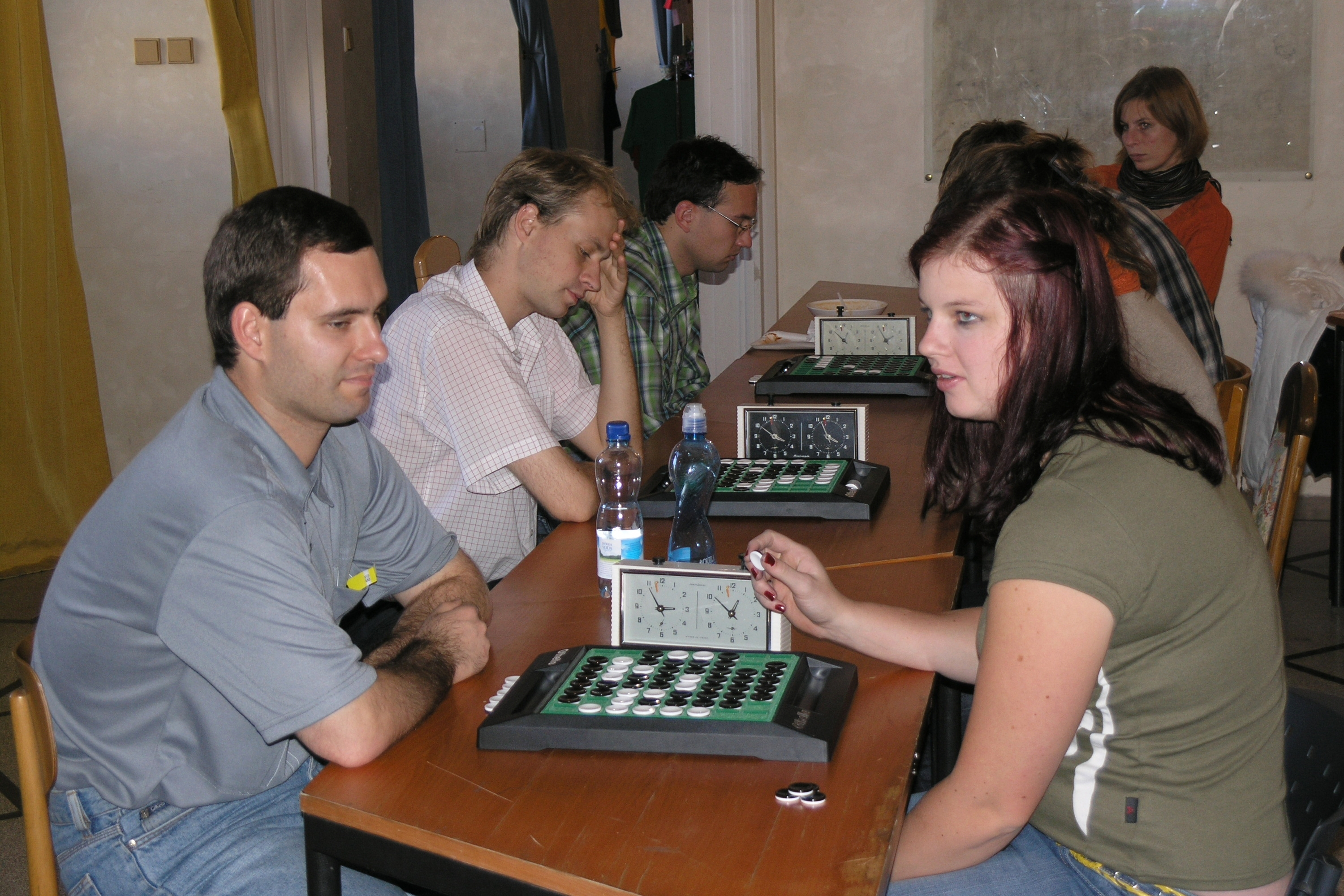
オセロ大会の様子

世界オセロ選手権 (World Othello Championship) はアメリカ合衆国でオセロが発売された1977年に始まった。当初は世界チャンピオンを決める無差別部門だけで、代表枠も各国1人だったが、1987年からは代表枠が3人に増えて団体部門が始まった。さらに、2005年からは女子部門、2016年からはユース部門（15歳以下）が新設された（女子やユースが無差別部門に出場することも可能）。2022年現在、世界オセロ選手権は世界オセロ連盟が主催している。2020年と2021年はコロナ禍のため中止された。
|   | a   | b   | c   | d   | e   | f   | g   | h   |   |
| 1 | a1O | b1O | c1O | d1O | e1O | f1O | g1O | h1O | 1 |
| 2 | a2O | b2X | c2X | d2O | e2O | f2X | g2O | h2X | 2 |
| 3 | a3O | b3X | c3X | d3X | e3X | f3O | g3X | h3X | 3 |
| 4 | a4O | b4X | c4O | d4X | e4X | f4X | g4X | h4X | 4 |
| 5 | a5O | b5X | c5O | d5O | e5X | f5X | g5X | h5X | 5 |
| 6 | a6O | b6X | c6O | d6O | e6O | f6X | g6X | h6X | 6 |
| 7 | a7O | b7O | c7O | d7O | e7O | f7O | g7X | h7X | 7 |
| 8 | a8O | b8X | c8X | d8X | e8X | f8X | g8X | h8X | 8 |
|   | a   | b   | c   | d   | e   | f   | g   | h   |   |

第1回大会は日本の東京で開催された。また、10回、20回、30回、40回の記念大会はいずれも日本で開催されている。記念大会は、第20回大会までは長谷川五郎が1970年頃に現在のオセロのパッケージを開発した東京で開催されていたが、既述の通り2000年頃から長谷川が「オセロの発祥は1945年に茨城県水戸市で自身が考案した挟み碁である」と主張するようになったことを受け、三十（みと）の語呂合わせとなる2006年の第30回大会を機に、それ以降は水戸で開催されている。
2024年時点の最多記録は、以下の通りである。
- 個人優勝回数記録
  - 無差別部門 7回：  為則英司 (1986, 1988-1990, 1995, 2005-2006)
  - 女子部門 3回：  星央子（2005, 2023-2024)
  - ユース部門 2回：  髙橋晃大 (2017, 2019)
- 個人連覇記録
  - 無差別部門 3連覇：  為則英司 (1988-1990)
  - 女子部門 2連覇：  菅原美紗 (2017-2018)、 星央子（2023-2024)
  - ユース部門： なし
- 国別優勝回数記録
  - 無差別部門 35回：  日本 (1977-1979, 1981-1983, 1985-1991, 1994-1998, 2000, 2005-2007, 2009-2015, 2017-2019, 2022-2024)
  - 女子部門 8回：  日本 (2005-2007, 2009, 2017-2018, 2023-2024)
  - ユース部門 7回：  日本 (2016-2019, 2022-2024)
  - 団体部門 20回：  日本 (1999, 2003, 2005-2019, 2022-2024)
- 国別連覇記録
  - 無差別部門 7連覇：  日本 (1985-1991, 2009-2015)
  - 女子部門 3連覇：  日本 (2005-2007)
  - ユース部門 7連覇：  日本 (2016-2019, 2022-2024)
  - 団体部門 18連覇：  日本 (2005-2019, 2022-2024)

これまでの大会結果は以下の通り。
| 開催年 | 開催年 | 開催地           | 無差別部門優勝者         | 無差別部門準優勝者       | 女子部門優勝者         | ユース部門優勝者 | 団体部門優勝国 |
| ------ | ------ | ---------------- | ------------------------ | ------------------------ | ---------------------- | ---------------- | -------------- |
| 第01回 | 1977年 | 東京             | 井上博                   | トーマス・ヘイベル       |                        |                  |                |
| 第02回 | 1978年 | ニューヨーク     | 丸岡秀範                 | キャロル・ジェイコブズ   |                        |                  |                |
| 第03回 | 1979年 | ローマ           | 井上博                   | ジョナサン・サーフ       |                        |                  |                |
| 第04回 | 1980年 | ロンドン         | ジョナサン・サーフ       | 三村卓也                 |                        |                  |                |
| 第05回 | 1981年 | ブリュッセル     | 丸岡秀範                 | ブライアン・ローズ       |                        |                  |                |
| 第06回 | 1982年 | ストックホルム   | 谷田邦彦                 | デイビッド・シェイマン   |                        |                  |                |
| 第07回 | 1983年 | パリ             | 石井健一                 | イムレ・リーダー         |                        |                  |                |
| 第08回 | 1984年 | メルボルン       | ポール・ラル             | 谷口良一                 |                        |                  |                |
| 第09回 | 1985年 | アテネ           | 瀧澤雅樹                 | パオロ・ギラルダート     |                        |                  |                |
| 第10回 | 1986年 | 東京             | 為則英司                 | ポール・ラル             |                        |                  |                |
| 第11回 | 1987年 | ミラノ           | 石井健一                 | ポール・ラル             |                        |                  | アメリカ合衆国 |
| 第12回 | 1988年 | パリ             | 為則英司                 | グラハム・ブライトウェル |                        |                  | イギリス       |
| 第13回 | 1989年 | ワルシャワ       | 為則英司                 | グラハム・ブライトウェル |                        |                  | イギリス       |
| 第14回 | 1990年 | ストックホルム   | 為則英司                 | ディディエ・ピオ         |                        |                  | フランス       |
| 第15回 | 1991年 | ニューヨーク     | 金田繁                   | ポール・ラル             |                        |                  | アメリカ合衆国 |
| 第16回 | 1992年 | バルセロナ       | マルク・タステ           | デイビッド・シェイマン   |                        |                  | イギリス       |
| 第17回 | 1993年 | ロンドン         | デイビッド・シェイマン   | エマニュエル・カスパール |                        |                  | アメリカ合衆国 |
| 第18回 | 1994年 | パリ             | 瀧澤雅樹                 | カーステン・フェルボー   |                        |                  | フランス       |
| 第19回 | 1995年 | メルボルン       | 為則英司                 | デイビッド・シェイマン   |                        |                  | アメリカ合衆国 |
| 第20回 | 1996年 | 東京             | 村上健                   | ステファン・ニコレ       |                        |                  | イギリス       |
| 第21回 | 1997年 | アテネ           | 末國誠                   | グラハム・ブライトウェル |                        |                  | イギリス       |
| 第22回 | 1998年 | バルセロナ       | 村上健                   | エマニュエル・カスパール |                        |                  | フランス       |
| 第23回 | 1999年 | ミラノ           | デイビッド・シェイマン   | 中島哲也                 |                        |                  | 日本           |
| 第24回 | 2000年 | コペンハーゲン   | 村上健                   | ブライアン・ローズ       |                        |                  | アメリカ合衆国 |
| 第25回 | 2001年 | ニューヨーク     | ブライアン・ローズ       | ラファエル・シュライバー |                        |                  | アメリカ合衆国 |
| 第26回 | 2002年 | アムステルダム   | デイビッド・シェイマン   | ベン・シーリー           |                        |                  | アメリカ合衆国 |
| 第27回 | 2003年 | ストックホルム   | ベン・シーリー           | 末國誠                   |                        |                  | 日本           |
| 第28回 | 2004年 | ロンドン         | ベン・シーリー           | 末國誠                   |                        |                  | アメリカ合衆国 |
| 第29回 | 2005年 | レイキャヴィーク | 為則英司                 | イ・クァンウク           | 星央子                 |                  | 日本           |
| 第30回 | 2006年 | 水戸             | 為則英司                 | マコト・スエクニ         | 辻淑美                 |                  | 日本           |
| 第31回 | 2007年 | アテネ           | 冨永健太                 | ステファン・ニコレ       | 龍見有希子             |                  | 日本           |
| 第32回 | 2008年 | オスロ           | ミケーレ・ボラッシ       | 宮岡環                   | リーヤー・イェー       |                  | 日本           |
| 第33回 | 2009年 | ヘント           | 高梨悠介                 | マティアス・ベルク       | 浦島芽衣               |                  | 日本           |
| 第34回 | 2010年 | ローマ           | 高梨悠介                 | ミケーレ・ボラッシ       | イェスカ・ヘルメス     |                  | 日本           |
| 第35回 | 2011年 | ニューアーク     | 信川紘輝                 | ピヤナット・アンチュリー | チエン・ツァイ         |                  | 日本           |
| 第36回 | 2012年 | レーワルデン     | 高梨悠介                 | 岡本一樹                 | ベロニカ・ステンベリ   |                  | 日本           |
| 第37回 | 2013年 | ストックホルム   | 岡本一樹                 | ピヤナット・アンチュリー | ケイティ・ウー         |                  | 日本           |
| 第38回 | 2014年 | バンコク         | 末國誠                   | ベン・シーリー           | ジョアンナ・ウィリアム |                  | 日本           |
| 第39回 | 2015年 | ケンブリッジ     | 高梨悠介                 | 末國誠                   | ヨーコ・サノ           |                  | 日本           |
| 第40回 | 2016年 | 水戸             | ピヤナット・アンチュリー | イェン・ソン             | チェン・トン           | 和田真幹         | 日本           |
| 第41回 | 2017年 | ヘント           | 高梨悠介                 | 髙橋晃大                 | 菅原美紗               | 髙橋晃大         | 日本           |
| 第42回 | 2018年 | プラハ           | 福地啓介                 | ピヤナット・アンチュリー | 菅原美紗               | 福地啓介         | 日本           |
| 第43回 | 2019年 | 東京             | 髙橋晃大                 | 高梨悠介                 | ジョアンナ・ウィリアム | 髙橋晃大         | 日本           |
| 第44回 | 2022年 | パリ             | 浦野健人                 | アルチュール・ジュイニェ | ケイティ・ピラジャプロ | 奥平芙弓         | 日本           |
| 第45回 | 2023年 | ローマ           | 長野泰志                 | ルチパス・アンチュリー   | 星央子                 | 川副央恭         | 日本           |
| 第46回 | 2024年 | 杭州             | 栗田誠矢                 | 高梨悠介                 | 星央子                 | 富田陽           | 日本           |

### オセロワールドカップ
オセロワールドカップ (Othello World Cup) は、オセロの発売40周年を記念し、世界オセロ選手権と並ぶもう一つの世界大会として日本オセロ連盟とニッポン放送の主催で2013年に始まり、2014年まで開催された。通常のオセロ以外にも、10×10の盤面を用いるグランドオセロ、八角形の盤面を用いるエイトスターズオセロも競技種目となっていた。このほか、オセロ開発者の長谷川五郎が新たに開発した全く別のゲームであるミラクルファイブの大会も併せて開催された。
これまでの大会結果は以下の通り。
| 開催年 | 開催年 | 開催地       | 無差別部門優勝者 | 無差別部門準優勝者 | 女子部門優勝者         | グランドオセロ部門優勝者 | エイトスターズオセロ部門優勝者 |
| ------ | ------ | ------------ | ---------------- | ------------------ | ---------------------- | ------------------------ | ------------------------------ |
| 第1回  | 2013年 | 東京         | 伊藤純哉         | 岡本一樹           | ジョアンナ・ウィリアム | マット・ビナー           | 中島哲也                       |
| 第2回  | 2014年 | シンガポール | イェン・ソン     | 冨永健太           | チェン・トン           | 高梨悠介                 | 山川高志                       |

### オセロ日本国内タイトル
オセロの大会の歴史は、1973年の全日本オセロ選手権から始まった。その後、日本ではオセロ名人戦とオセロ王座戦が新設され、三大タイトルとされている。
これまでの大会結果は以下の通り。
| 開催年 | 全日本選手権 | 名人     | 王座     |
| ------ | ------------ | -------- | -------- |
| 1973年 | 辻嘉一郎     |          |          |
| 1974年 | 笠原孝一     |          |          |
| 1975年 | 山崎明       |          |          |
| 1976年 | 藤田二三夫   |          |          |
| 1977年 | 井上博       |          |          |
| 1978年 | 丸岡秀範     |          |          |
| 1979年 | 井上博       |          |          |
| 1980年 | 三村卓也     | 河村末告 |          |
| 1981年 | 丸岡秀範     | 河村末告 |          |
| 1982年 | 谷田邦彦     | 河村末告 |          |
| 1983年 | 石井健一     | 長谷川武 |          |
| 1984年 | 谷口良一     | 石井健一 |          |
| 1985年 | 瀧澤雅樹     | 石井健一 |          |
| 1986年 | 為則英司     | 石井健一 |          |
| 1987年 | 石井健一     | 瀧澤信行 |          |
| 1988年 | 為則英司     | 為則英司 |          |
| 1989年 | 為則英司     | 為則英司 |          |
| 1990年 | 為則英司     | 為則英司 |          |
| 1991年 | 金田繁       | 手塚博久 |          |
| 1992年 | 坂口和大     | 手塚博久 |          |
| 1993年 | 瀧澤信行     | 末國誠   |          |
| 1994年 | 瀧澤雅樹     | 末國誠   |          |
| 1995年 | 為則英司     | 坂口和大 |          |
| 1996年 | 村上健       | 瀧澤雅樹 |          |
| 1997年 | 末國誠       | 中島哲也 |          |
| 1998年 | 村上健       | 中島哲也 |          |
| 1999年 | 冨永健太     | 冨永健太 |          |
| 2000年 | 坂口和大     | 坂口和大 |          |
| 2001年 | 坂口和大     | 村上健   |          |
| 2002年 | 駒野達也     | 北島秀樹 |          |
| 2003年 | 後藤宏       | 末國誠   |          |
| 2004年 | 為則英司     | 末國誠   |          |
| 2005年 | 為則英司     | 宮岡環   |          |
| 2006年 | 中島哲也     | 中島哲也 | 為則英司 |
| 2007年 | 大野友弘     | 冨永健太 | 中島哲也 |
| 2008年 | 飯島隆宗     | 宮岡環   | 瀧澤雅樹 |
| 2009年 | 瀧澤雅樹     | 高梨悠介 | 岡本一樹 |
| 2010年 | 佐々木惣平   | 高梨悠介 | 瀧澤雅樹 |
| 2011年 | 岡本一樹     | 信川紘輝 | 戸田智也 |
| 2012年 | 高梨悠介     | 岡本一樹 | 栗田誠矢 |
| 2013年 | 宮崎裕司     | 岡本一樹 | 山川高志 |
| 2014年 | 岡本一樹     | 末國誠   | 末國誠   |
| 2015年 | 末國誠       | 高梨悠介 | 高梨悠介 |
| 2016年 | 長野泰志     | 笠井雅也 | 高梨悠介 |
| 2017年 | 栗田誠矢     | 高梨悠介 | 福永小鉢 |
| 2018年 | 土屋正太郎   | 清水直希 | 高梨悠介 |
| 2019年 | 高梨悠介     | 髙橋晃大 | 髙橋晃大 |
| 2020年 | 髙橋晃大     | （中止） | （中止） |
| 2021年 | （中止）     | 阿部由羅 | （中止） |
| 2022年 | （中止）     | 浦野健人 | 髙橋晃大 |
| 2023年 | （中止）     | 栗田誠矢 | 佐谷哲   |
| 2024年 | 奈良颯馬     | 高梨悠介 | 福地啓介 |
| 2025年 | 浦野健人     | 高梨悠介 | 栗田誠矢 |

| 開催年 | 全日本女子選手権者 | 女流名人               | 女流王座   |
| ------ | ------------------ | ---------------------- | ---------- |
| 1973年 | 篠崎幸子           |                        |            |
| 1974年 | 鈴木富美子         |                        |            |
| 1975年 | 水谷孝美           |                        |            |
| 1976年 | 大山恵理子         |                        |            |
| 1977年 | 水谷美貴子         |                        |            |
| 1978年 | 石井恵美子         |                        |            |
| 1979年 | 玉家美樹           |                        |            |
| 1980年 | 国枝交子           |                        |            |
| 1981年 | 大橋公江           |                        |            |
| 1982年 | 大寿美里香         |                        |            |
| 1983年 | 堀内恵子           |                        |            |
| 1984年 | 松井琴子           |                        |            |
| 1985年 | 松井琴子           |                        |            |
| 1986年 | 田中美由紀         |                        |            |
| 1987年 | 玉家美樹           |                        |            |
| 1988年 | 佐藤美由紀         |                        |            |
| 1989年 | 渡邊あずさ         |                        |            |
| 1990年 | 石井まさみ         |                        |            |
| 1991年 | 渡邊あずさ         |                        |            |
| 1992年 | 渡邊あずさ         |                        |            |
| 1993年 | 大柳真咲           |                        |            |
| 1994年 | 山中真美           |                        |            |
| 1995年 | 山中真美           |                        |            |
| 1996年 | 大柳真咲           |                        |            |
| 1997年 | 杉山暁美           |                        |            |
| 1998年 | 佐野洋子           |                        |            |
| 1999年 | 佐野洋子           |                        |            |
| 2000年 | 山中真美           |                        |            |
| 2001年 | 玉家琴江           |                        |            |
| 2002年 | 木下央子           | 大柳真咲               |            |
| 2003年 | 高野淑美           | 山中真美               |            |
| 2004年 | 木下央子           | 佐野洋子               |            |
| 2005年 | 山中真美、須藤麻依 | 木下央子               |            |
| 2006年 | 龍見有希子         | 早田恵実               | 辻淑美     |
| 2007年 | 龍見有希子         | 龍見有希子             | 船津あすか |
| 2008年 | 龍見有希子         | 浦島芽衣               | 辻淑美     |
| 2009年 | 佐野洋子           | 浦島芽衣               | 齋藤綾     |
| 2010年 | 谷澤美里           | 谷澤美里               | 齋藤綾     |
| 2011年 | 佐野洋子           | 桜井結夏               | 佐藤玲子   |
| 2012年 | 佐藤玲子           | 山中真美               | 山中真美   |
| 2013年 | 佐野洋子           | ジョアンナ・ウィリアム | 星央子     |
| 2014年 | 龍見有希子         | 宮岡有希               | 高橋里美   |
| 2015年 | 船津あすか         | 高橋里美               | 早坂敏江   |
| 2016年 | 羽田潤             | 星央子                 | 龍見有希子 |
| 2017年 | 菅原美紗           | 山中真美               | 冨所多恵   |
| 2018年 | 菅原美紗           | 佐藤麗子               | 山中真美   |
| 2019年 | 菅原美紗           | 乗光歩                 |            |
| 2020年 | 久松美佑           | （中止）               | （中止）   |
| 2021年 | （中止）           | （中止）               | （中止）   |
| 2022年 | （中止）           | 奥平芙弓               |            |
| 2023年 | （中止）           | 星央子                 |            |
| 2024年 | 星央子             | 中山麻里               |            |
| 2025年 | 中山麻里           | 久松美佑               |            |

### 大会にまつわるエピソード
|   | a   | b   | c   | d   | e   | f   | g   | h  |   |
| 1 | a1  | b1  | c1  | d1X | e1X | f1X | g1X | h1 | 1 |
| 2 | a2X | b2  | c2X | d2X | e2X | f2X | g2X | h2 | 2 |
| 3 | a3X | b3X | c3O | d3X | e3O | f3X | g3  | h3 | 3 |
| 4 | a4X | b4X | c4X | d4O | e4X | f4O | g4  | h4 | 4 |
| 5 | a5X | b5X | c5O | d5X | e5X | f5O | g5  | h5 | 5 |
| 6 | a6  | b6O | c6X | d6X | e6X | f6O | g6O | h6 | 6 |
| 7 | a7O | b7  | c7O | d7O | e7O | f7O | g7  | h7 | 7 |
| 8 | a8  | b8  | c8  | d8  | e8  | f8O | g8  | h8 | 8 |
|   | a   | b   | c   | d   | e   | f   | g   | h  |   |

- 1977年、第1回アメリカ合衆国オセロ選手権が開催された[190]。なみいる強豪プレイヤーたちを打ち負かして優勝したのは女性数学者のキャロル・ジェイコブズ[190]。ボードゲームの分野で女子選手の優勝は非常に珍しい出来事だった[190]。ジェイコブズは、翌1978年の第2回世界オセロ選手権にも出場して準優勝[190]。女性が世界2位に輝いたことは世界中で話題になった[190]。オセロ開発者の長谷川五郎は、「20世紀の巴御前」とその偉業を称えた[190]。
- 1981年、第5回世界オセロ選手権の終了後、お別れパーティーの席で各国の代表選手たちはそこかしこでオセロの記念対局を始めた[191]。選手ではないものの関係者として同席していたオセロ開発者の長谷川は、イタリア代表選手のピエール・モローリから勝負を挑まれた[191]。モローリの挑戦を受けて立った長谷川は、64対0のパーフェクト勝ち[191]。目にした者からは「ストロンゲストマン（最強の男）！」と感嘆の声が上がった[191]。
- 為則英司は、1988年から1990年までオセロ名人戦、全日本オセロ選手権、世界オセロ選手権の都合9回のメジャー大会すべてで優勝[192]。全日本選手権では26連勝を記録し、あまりの強さから「鬼神」と呼ばれ、恐れられた[192]。1991年、名人戦、全日本選手権で相次いで若手実力者に敗れた為則は長らくタイトルから遠ざかることとなった。しかし、4年後の1995年に復活した為則は、全日本選手権を制すると世界選手権でも決勝まで勝ち上がり、デイビッド・シェイマンと対戦[193]。大舞台で勝負手のX打ちが決まり、世界一の座に返り咲いた[193]。
- 1982年、第6回世界オセロ選手権で当時15歳の谷田邦彦が優勝し、最年少記録を樹立した[194]。この記録はギネス世界記録にも登録された[195]。36年後、2018年の第42回世界オセロ選手権で当時11歳の福地啓介が優勝し、谷田の記録を大幅に更新した[194]。このとき、福地が帰国の際に搭乗した全日本空輸の航空機の機長は、従前の記録保持者の谷田だった[194]。谷田が機内アナウンスで福地を称え、自己紹介を行うと、機内は驚きと拍手に包まれた[194]。
- 2019年の第43回世界オセロ選手権は、当初香港で開催予定だったが、逃亡犯条例改正案をめぐる混乱を受け、世界オセロ連盟が中止の決断を下した[153]。そこで、代替地として開催実績のある東京が挙がり、1996年以来、実に23年ぶりに東京での開催が実現した[153]。大会では、ホスト国となった日本が無差別部門の表彰台（1位から3位まで）を独占し、団体戦でも優勝を飾った[196]。

### オセロの段級位
日本オセロ連盟は段級位制を採用しており、主要な世界大会・日本大会の結果に基づき、選手に段位・級位を与えている。2023年現在、最高位の九段を保持しているのは、以下の8名である。
- 為則英司
- 村上健
- 坂口和大
- 末國誠
- 瀧澤雅樹
- 高梨悠介
- 岡本一樹
- 髙橋晃大

なお、将棋の段級では、棋士、女流棋士、アマチュアの段級位はそれぞれ別個の制度であるが、オセロの段級位はすべて共通である。

## 派生ゲーム

### ニップ

円形ニップの盤面

ニップ (Nip) は、盤面の形を変更したリバーシの派生ゲームである。オセロに先行する類似ゲームとして、オセロ開発者の長谷川五郎がその名を挙げている。
このゲームには、
- 八角形の盤面を用いるニップ
- 円形の盤面を用いるニップ

の2種類がある。
八角形のニップは、隅を増やすことで競技を多様化するとの意図により、松本彌助によって考案され、1933年に実用新案登録がなされた。なお、リバーシとは異なり、両者ともに打つ箇所がない場合には、ゲームを終了するのではなく、好きなところに打って良いというルールが採用されていた。
黒井千次は戦時中に八角形のニップで遊んでいたと語っている。また、1966年に廃業したホテル和光荘は、歴史的建造物として内装がそのまま保存されており、ホテル内で遊ばれていた当時のニップが展示されている。和光荘に展示されているニップは、八角形の盤面であり、石の色は赤白である。なお、オセロ発売前にもかかわらず、オセロと同様の緑の盤面を使用している。
一方、現在主流となっているのは円形のニップである。このタイプは、隅がないゆえに自分の石を確定させることができず、終盤でいつ逆転が起きてもおかしくないスリリングな展開を特徴としている。円形ニップは、1953年にゲーム会社ハナヤマの創業者である花山直康および蜂須賀千博、中村九蔵によって実用新案出願がなされている。ハナヤマのニップは、実用新案の時点ではピン状の駒を盤面に刺してプレイするゲームであったが、その後はリバーシと同様に石を裏返すゲームとなり、複数のゲームが遊べる「ダブルクインテットNEO」や「ゲーム12」といったパッケージの中に収録されて発売された。

### 公式派生ゲーム
メガハウス（ツクダ、ツクダオリジナル、パルボックス）によるオセロの公式派生ゲームは、これまでに様々なものが発売されてきた。代表的なものは以下の通りである。
ミニオセロ（終売）
盤面を8×8から6×6に縮小したもの。
グランドオセロ（終売）
盤面を8×8から10×10に拡大したもの。
エイトスターズオセロ（終売）
旧称「88オセロ（エイティエイトオセロ）」。グランドオセロの盤面から四隅を切り落として八角形状にしたもの。
みんなでオセロ（終売）・4人対戦オセロ
4人対戦を可能にしたもの。
グランドオセロとエイトスターズオセロは、オセロワールドカップで公式種目に採用された。

### その他の派生ゲーム

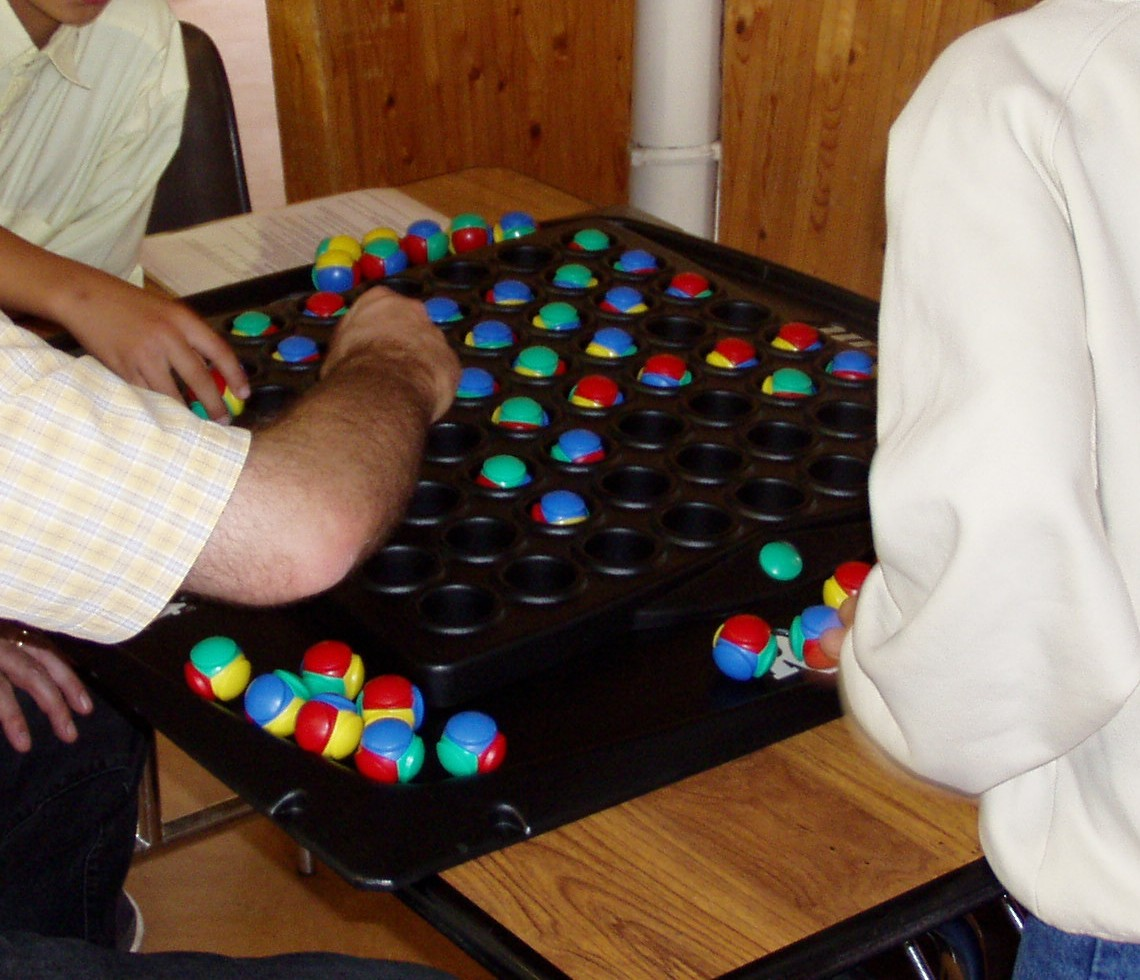
ロリット

4人対戦可能なオセロ派生ゲームとしては、前述のみんなでオセロ→4人対戦オセロがメガハウス公式の商品として存在するが、このほかにロリット (Rolit) と呼ばれる球体の石を用いたものがある。
非公式の派生ゲームとしては、東京農工大学教授のパズル・ゲーム研究者である小谷善行が1983年に考案したフェアリーオセロが知られている。小谷は、オセロという名前は「-Own（自分の石を打つ） Set-Enemy（相手の石を裏返す） Reset-Own（自分の石はそのまま）」というルールを示しているものと意図的に誤読し、これらの単語を様々に組み合わせることで数十種類の派生ゲームのルールを作成した。例えば、オセレ「-Own（自分の石を打つ） Set-Enemy（相手の石を裏返す） Reset-Enemy（相手の石はそのまま）」であれば、自分の石 (Own) と相手の石 (Reset-Enemy) に挟まれた相手の石 (Set-Enemy) を裏返すというルールになる。
また、佐藤周二は、オセロ用具を使用した新ゲーム4・7を考案し、解説書を出版している。
最近では、アナログゲームの販売強化手法の一つとして、複数のボードゲームを抱き合わせにして製品化することもある。この場合、オセロの石を使って、盤面を縮小した囲碁、はさみ将棋、おはじき、積木崩し、トランプのチップ等として遊ぶこともあるが、これらはあくまでパッケージとしてのおまけにすぎず、独立して大会などが開かれるものではない。
このほか、長谷川五郎が開発した全く新しい別ゲームであるミラクルファイブ（原型はセルゴ、ソクラテス）もオセロの派生ゲームとしてオセロの大会内でプレイされることがある。

## 文献・資料

### 総合・歴史
- Cotton, Fry; Lopes, L.JJ. (1888). “Waterman v. Ayres” (英語). The Law Times Reports of Cases Decided (Law Times Office) 59:  17-21. Google Books ID xi4yAAAAIAAJ.
- Berkeley (1890) (英語). Reversi and Go Bang. Authorized by Lewis Waterman. Frederick A. Stokes Company LCCN ltf 91-001121.
- 松浦政泰「裏返へし（レヴアルシー）Reversi」『世界遊戯法大全』博文館、1907年12月、187-189頁。doi:10.11501/860315。NDLJP:860315。
- 長谷川五郎「大流行の『オセロ』ゲームづくり一代」『現代』第7巻第12号、講談社、1973年12月、147-151頁、doi:10.11501/3367321、NDLJP:3367321。
- 都筑道夫「まず心がけなければならないのは」『黄色い部屋はいかに改装されたか？』晶文社、1975年6月20日、143-153頁。OCLC 672607231。
  - 都筑道夫「まず心がけなければならないのは」『黄色い部屋はいかに改装されたか？』（増補版）フリースタイル、2012年4月15日、121-129頁。ISBN 9784939138607。
- 長谷川五郎『オセロ百人物語-オセロ史を飾った名選手たち』河出書房新社、2005年12月。ISBN 9784309906553。
  - 長谷川五郎『オセロゲームの歴史[注釈 40]』河出書房新社、2011年7月。ISBN 9784309909134。
- 和久井威（協力）「和久井威氏ロングインタビュー (2)」『トイジャーナル』第1160巻、東京玩具人形協同組合、2007年6月。

### 戦術
- 長谷川五郎『オセロの打ち方』日本オセロ連盟、1974年。OCLC 673262494。
  - 長谷川五郎『オセロの打ち方-勝つための基本戦術[注釈 41]』講談社、1981年12月。ISBN 9784061277595。
- 井上博『逆転の発見-オセロの定石と必勝戦術』ネコ・パブリッシング、1977年10月。OCLC 673360720。
  - 井上博『逆転の発見-オセロの定石と必勝戦術』（改訂新版）ネコ・パブリッシング、1992年12月。ISBN 9784873660882。
- 丸岡秀範『ぼくたちオセロエイジ』C・D企画、1979年3月。
- 日本オセロ連盟 編『図解 オセロ入門-基本戦術から実践まで』虹有社、1983年9月。ISBN 9784770900050。
- 谷田邦彦『図解 早わかりオセロ-これが必勝のコツだ!!』日東書院本社、1987年1月。OCLC 673697202。
  - 谷田邦彦『図解 早わかりオセロ-これが必勝のコツだ!!』（改訂版）日東書院本社、2002年2月。ISBN 9784528004931。
- 谷田邦彦『絵でわかるオセロ入門-これでキミも勝てる!!』日東書院本社、1988年5月。ISBN 9784528008441。
- 長谷川五郎『オセロ百戦百勝-勝つための技術』講談社、1990年7月。ISBN 9784062048439。
- 長谷川五郎『オセロ大観 (1)』近代文藝社、1995年9月。ISBN 9784773347180。
- 長谷川五郎『オセロ大観 (2)』近代文藝社、1995年9月。ISBN 9784773347197。
- 長谷川五郎『オセロの勝ち方』河出書房新社、2001年5月。ISBN 9784309264615。
  - 長谷川五郎『オセロの勝ち方』（改訂新版）河出書房新社、2006年7月。ISBN 9784309269085。
- 長谷川五郎『オセロ教室』近代文藝社、2008年8月。ISBN 9784773375824。
- 中島哲也『たのしく上達 図解 オセロ-定石から必勝テクニックまでわかりやすく解説！』成美堂出版、2009年5月。ISBN 9784415305493。
- 村上健『史上最強カラー図解 強くなるオセロ』ナツメ社、2011年3月。ISBN 9784816350337。
- 滝沢雅樹（監修） 編『マンガで覚える 図解 オセロの基本』つちや書店、2011年11月。ISBN 9784806912347。
- 佐谷哲『現代オセロの最新理論』マイナビ出版、2019年1月。ISBN 9784839966492。
- 髙橋晃大『髙橋晃大のオセロ必勝手筋100』マイナビ出版、2019年10月。ISBN 9784839969363。
- 日本オセロ連盟（監修） 編『2マスあきから始める 詰めオセロ100問ドリル』つちや書店、2020年8月。ISBN 9784806917137。
- 三屋伸明『これだけで勝てるオセロ-まわりに敵がいなくなる!?オセロ30の鉄則』マイナビ出版、2020年9月。ISBN 9784839973872。

### プログラミング
- 森田和郎、国枝交子、津田伸秀『思考ゲームプログラミング-オセロゲームのアルゴリズムと作成法』アスキー、1986年5月。ISBN 9784871481861。
- 池原吉彦『オセロで学ぶBASIC入門-手作りプログラムで学ぶコンピュータ基礎講座』技術評論社、1990年7月。ISBN 9784874083659。
- Seal Software『リバーシのアルゴリズム-「探索アルゴリズム」「評価関数」の設計と実装』工学社〈I/O BOOKS〉、2003年6月。ISBN 9784875934288。

### コンピュータソフト
- ツクダオリジナル『オセロマルチビジョン』（FG-1000[注釈 42]）、1983年。
- サクセス『オセロ』（アーケード）、1984年。
- セガ『オセロ』（SG-1000）、1985年。
- フジワラ『スーパーオセロ』（アーケード）、1986年。
- カワダ[注釈 43]『オセロ』（ファミリーコンピュータ ディスクシステム）、1986年10月13日。
- カワダ『オセロ』（ファミリーコンピュータ（ロムカセット版）[注釈 44]）、1986年11月13日。
- カワダ『オセロ』（ゲームボーイ）、1990年2月9日。
- サクセス『究極のオセロゲーム』（アーケード）、1990年。
- ツクダオリジナル『オセロワールド[注釈 45]』（スーパーファミコン）、1992年4月5日。
- ツクダオリジナル『オセロワールド』（ゲームボーイ）、1994年9月30日。
- サンワイズ『オセロダービー』（アーケード）、1995年。
- ツクダオリジナル『オセロワールドII-夢と未知への挑戦』（PlayStation）、1995年12月8日。
- サクセス『オセロしようよ』（アーケード）、1998年。
- ツクダオリジナル『オセロミレニアム』（ゲームボーイカラー）、1999年10月8日。
- サクセス『中島哲也のオセロセミナー』（Xbox）、2002年。
- サクセス『SuperLite 2000 シリーズ オセロ』（PlayStation 2）、2003年7月31日。
- メガハウス『オセロdeオセロDS[注釈 46]』（ニンテンドーDS）、2008年6月12日。
- アークシステムワークス『オセロ』（ニンテンドーDSiウェア）、2009年7月29日。
- アークシステムワークス『オセロ』（Wiiウェア）、2009年12月22日。
- アークシステムワークス『オセロ』（PlayStation Portableオンライン配信）、2010年3月25日。
- アークシステムワークス『オセロ3D』（ニンテンドー3DSダウンロードソフト）、2011年6月7日。
- アークシステムワークス『オセロ』（Wii Uダウンロードソフト）、2013年4月17日。
- アークシステムワークス『オセロ』（PlayStation Vitaオンライン配信）、2014年8月7日。
- アークシステムワークス『オセロ』（Nintendo Switchダウンロードソフト）、2017年3月3日。
- ハムスター『アーケードアーカイブス オセロ[注釈 47]』（PlayStation 4、Nintendo Switchダウンロードソフト）、2025年2月20日[219] エラー: 日付が正しく記入されていません。（説明）。